# Gramatica limbii spaniole
Acest articol descrie gramatica limbii spaniole.

## Alfabetul
Alfabetul limbii spaniole este compus din 27 de caractere.
A a : a [a]
B b : be [be]
C c : ce [θe] ([k] înainte de -a, -o, -u )
Ch ch: che [tʃe]
D d : de [ðe]
E e : e [e]
F f : efe ['efe]
G g : ge [xe]
H h : hache ['atʃe]
I i : i [i]
J j : jota ['xota]
K k : ca [ka]
L l : ele ['ele]
M m : eme ['eme]
N n : ene ['ene]
Ñ ñ : eñe ['eŋe] ( "n tildă" se pronunță gn)
O o : o [o]
P p : pe [pe]
Q q : cu [ku]
R r : erre
S s : ese [ese]
T t : te [te]
U u : u [u]
V v : uve [uβe]
X x : equis ['ekis]
Y y : ye [je]
Z z : zeta sau zeda [zeta] [zeða]
W w : există doar în câteva cuvinte împrumutate din limbile germanice

## Numerale
|         | Numere cardinale        | Numere ordinale                                                                                               |
| ------- | ----------------------- | --- |
| 0       | cero                    | |
| 1       | uno/a                   | primero (apocopado primer), fem. primera                                                                      |
| 2       | dos                     | segundo/a |
| 3       | tres                    | tercero (tercer), fem. tercera                                                                                |
| 4       | cuatro                  | cuarto/a |
| 5       | cinco                   | quinto/a |
| 6       | seis                    | sexto,-a |
| 7       | siete                   | séptimo/a (rar, sétimo/a)                                                                                     |
| 8       | ocho                    | octavo/a |
| 9       | nueve                   | noveno/a, nono/a (rar)                                                                                        |
| 10      | diez                    | décimo/a |
| 11      | once                    | undécimo/a; tb. mod. décimo primero, fem. décima primera, o decimoprimero/a; onceno/a (arc.)                  |
| 12      | doce                    | duodécimo/a; tb. mod. décimo segundo, fem. décima segunda, o decimosegundo/a                                  |
| 13      | trece                   | decimotercero/a; tb. mod. décimo tercero, fem. décima tercera; decimotercio/a (arc.)                          |
| 14      | catorce                 | decimocuarto/a; tb. mod. décimo cuarto, fem. décima cuarta                                                    |
| 15      | quince                  | decimoquinto/a; tb. mod. décimo quinto, fem. décima quinta                                                    |
| 16      | dieciséis               | decimosexto/a; tb. mod. décimo sexto, fem. décima sexta                                                       |
| 17      | diecisiete              | decimoséptimo/a; tb. mod. décimo séptimo, fem. décima séptima                                                 |
| 18      | dieciocho               | decimooctavo/a; tb. mod. décimo octavo, fem. décima octava                                                    |
| 19      | diecinueve              | decimonoveno/a o decimonono/a; tb. mod. décimo noveno o décimo nono, fem. décima novena o décima nona         |
| 20      | veinte                  | vigésimo/a |
| 21      | veintiuno               | vigesimoprimer(o/a); tb. vigésimo primero, fem. vigésima primera                                              |
| 22      | veintidós               | vigesimosegundo/a; tb. vigésimo segundo, fem. vigésima segunda                                                |
| 23      | veintitrés              | vigesimotercer(o/a); tb. vigésimo tercer(o); fem. vigésima tercera                                            |
| 24      | veinticuatro            | vigesimocuarto/a; tb. vigésimo cuarto, fem. vigésima cuarta                                                   |
| 25      | veinticinco             | vigesimoquinto/a; tb. vigésimo quinto, fem. vigésima quinta                                                   |
| 26      | veintiséis              | vigesimosexto/a; tb. vigésimo sexto, fem. vigésima sexta                                                      |
| 27      | veintisiete             | vigesimoséptimo/a; tb. vigésimo séptimo, fem. vigésima séptima                                                |
| 28      | veintiocho              | vigesimoctavo/a; tb. vigésimo octavo, fem. vigésima octava                                                    |
| 29      | veintinueve             | vigesimonoveno/a o vigesimonono/a; tb. vigésimo noveno o vigésimo nono, fem. vigésima novena o vigésima nona. |
| 30      | treinta                 | trigésimo/a                                                                                                   |
| 31      | treinta y uno           | trigésimo/a primer(o/a)                                                                                       |
| 32      | treinta y dos           | trigésimo/a segundo/a                                                                                         |
| 33      | treinta y tres          | trigésimo/a tercer(o/a)                                                                                       |
| 34      | treinta y cuatro        | trigésimo/a cuarto/a                                                                                          |
| 35      | treinta y cinco         | trigésimo/a quinto/a                                                                                          |
| 36      | treinta y seis          | trigésimo/a sexto/a                                                                                           |
| 37      | treinta y siete         | trigésimo/a séptimo/a                                                                                         |
| 38      | treinta y ocho          | trigésimo/a octavo/a                                                                                          |
| 39      | treinta y nueve         | trigésimo/a noveno/a                                                                                          |
| 40      | cuarenta                | cuadragésimo/a                                                                                                |
| 41      | cuarenta y uno          | cuadragésimo/a primer(o/a)                                                                                    |
| 50      | cincuenta               | quincuagésimo/a                                                                                               |
| 51      | cincuenta y uno         | quincuagésimo/a primer(o/a)                                                                                   |
| 60      | sesenta                 | sexagésimo/a                                                                                                  |
| 70      | setenta                 | septuagésimo/a                                                                                                |
| 80      | ochenta                 | octogésimo/a                                                                                                  |
| 90      | noventa                 | nonagésimo/a                                                                                                  |
| 100     | cien o ciento           | centésimo/a                                                                                                   |
| 200     | doscientos/as           | ducentésimo/a                                                                                                 |
| 300     | trescientos/as          | tricentésimo/a                                                                                                |
| 400     | cuatrocientos/as        | cuadringentésimo/a                                                                                            |
| 500     | quinientos/as           | quingentésimo/a                                                                                               |
| 600     | seiscientos/as          | sexcentésimo/a                                                                                                |
| 700     | setecientos/as          | septingentésimo/a                                                                                             |
| 800     | ochocientos/as          | octingentésimo/a                                                                                              |
| 900     | novecientos/as          | noningentésimo/a                                                                                              |
| 1000    | mil o millar            | milésimo/a |
| 2000    | dos mil                 | dosmilésimo/a                                                                                                 |
| 3000    | tres mil                | tresmilésimo/a                                                                                                |
| 10 000  | diez mil                | diezmilésimo/a                                                                                                |
| 100 000 | cien mil                | cienmilésimo/a                                                                                                |
| 1 000   | un millón               | millonésimo/a                                                                                                 |
| 1 000   | mil millones o millardo | milmillonésimo/a o millardésimo/a                                                                             |
| 1 000   | un billón               | billonésimo/a                                                                                                 |
| 1018    | un trillón              | trillonésimo/a                                                                                                |
| 1024    | un cuatrillón           | cuatrillonésimo/a                                                                                             |

## Pronumele (El pronombre)

### Pronumele personale (Los pronombres personales)
Pronumele personale sunt singurele forme din gramatica limbii spaniole care posedă o declinare (redusă și ea).
La aceste pronume deosebim cazurile nominativ (nominativo), prepozițional (caso preposicional), dativ (dativo) și acuzativ (acusativo).
Unele forme ale pronumelor personale au accent de intensitate (nosotros, mí, ti, ellos, etc.) iar altele nu (me, te, le, los etc.). Sub acest aspect, deosebim forme accentuate (formas tónicas o acentuadas) și forme neaccentuate (formas átonas o inacentuadas).
Formele mí, ti sunt folosite numai în combinație cu o prepoziție (a mí, a ti, de mí, de ti, etc.).
Formele me, te, le, lo, la, se, nos, os, les, los, las nu pot intra în combinație cu o prepoziție (a mi me gusta..., me gusta, a ti te gusta, le gusta..., etc.).

### Tabelul pronumelor personale (El cuadro de los pronombres personales)
Când formele neaccentuate ale pronumelor personale urmează după verb se numesc enclitice. Ele se alipesc la verb: dándome (dându-mi), lavarte (a te spăla), ¡vete!  (du-te).
Atunci când forma nos în poziție enclitică se unește cu prima persoană plural a unui verb, acesta pierde litera s: vamos + nos > vámonos. Se suprimă d final de la persoana a II-a plural imperativ, atunci când este urmat de pronumele enclitic os: lavad + os > lavaos, levantad + os> levantaos. Face excepție imperativul verbului ir, id + os > idos.
La imperativul pozitiv, gerunziu (forma simplă) și infinitiv (forma simplă) pronumele neaccentuat este în mod obligatoriu enclitic: dame și nu me da, dándole și nu le dando, darles și nu les dar.
La formele compuse ale infinitivului și gerunziului, formele neaccentuate ale pronumelor personale se alipesc la auxiliar: haberme dado, habiéndome dado. În cazurile în care un verb este însoțit de mai multe pronume personale neaccentuate, acestea se așază după sau înaintea acestuia. Deci nu pot fi separate: Me lo da. Dándomelo . Totdeauna forma se precedă celelalte forme neaccentuate: Se lo doy.
O variantă a pronumelui personal neaccentuat în cazul dativ (le, Ies) o constituie forma se. Această formă este folosită numai atunci când precedă nemijlocit un alt pronume care începe cu l, adică combinațiile se lo, se la, se los, se las: 
¿ Das este libro al señor profesor? 
- Sí, se lo doy (și nu: le lo doy). 
¿ Das estas manzanas a los niños? 
 — Sí‚ se las doy. 
Cu forma neutră lo reproducem, de regulă, un nume predicativ sau un verb dintr-o propoziție anterioară: 
¿ Estás cansada? 
– Sí, lo estoy.  
¿ Estáis cansadas? 
 – Sí, lo estamos. 

### Pronumele personale reflexive (Los pronombres personales reflejos)
Construcția reflexivă implică următoarea condiție: verbul și complementele sale pronominale să aparțină aceleiași persoane și aceluiași număr gramatical: 
Yo me lavo (Eu mă spăl).
Yo me lavo las manos (Eu îmi spăl mâinile).
Toate formele pronumelor personale - persoana I și a II-a, cu excepția formelor yo și tú - pot lua parte la formarea unei construcții reflexive în calitate de pronume reflexive: 
Nosotros nos lavamos. 
Pentru persoana a III-a singular și plural sunt folosite ca pronume reflexive formele: se, sí precedat de prepoziție și consigo: 
Él se lava - Ellos se lavan. 
Él se lava las manos - Ellos se lavan las manos.
Él habla para sí - Ellos hablan para sí.
Él lleva la cartera consigo (El poartă servieta cu sine) - Ellos llevan la cartera consigo (Ei poartă servieta cu ei înșiși).

### Pronumele posesive (Los pronombros posesivos)
1. Pronumele posesive funcționează ca adjective.
La fel ca pronumele personale, posesivele au forme accentuate (mío, tuyo, suyo, etc.) și forme neaccentuate (mí, tu, su ...). Formele neaccentuate, dintre care unele sunt apocopate (mí, tu, su, mis, tus, sus), precedă cuvântul pe care îl determină în calitate de atribut (mi pañuelo, tu bolso...), iar formele accentuate se așază după cuvântul la care se referă, după articol sau funcționează ca nume predicative: Él bolso es mío. Un amigo mío…
2. a) Formele pronumelor posesive
Pentru un singur posesor
Un singur obiect posedat
Persoana I mío, mía
Persoana a II-a tuyo, tuya
Persoana a III-a suyo, suya
Mai multe obiecte posedate
míos, mías
tuyos, tuyas
suyos, suyas
Pentru mai mulți posesori
Un singur obiect posedat sau mai multe obiecte posedate
Persoana I nuestro, nuestra nuestros, nuestras
Persoana a II-a vuestro, vuestra vuestros, vuestras
Persoana a III-a suyo, suya suyos, suyas
b) Formele adjectivelor posesive
Pentru un singur posesor
Un singur obiect posedat
Persoana I mi
Persoana a II-a tu
Persoana a III-a su
Mai multe obiecte posedate
mis
tus
sus
Pentru mai mulți posesori
Un singur obiect posedat sau mai multe obiecte posedate
Persoana I nuestro, nuestra nuestros, nuestras
Persoana a II-a vuestro, vuestra vuestros, vuestras
Persoana a III-a su, sus
3. Formele su, suyo sunt echivalente cu de él, de ella, de ellos, de ellas, de usted, de ustedes.
Pentru evitarea ambiguității, de la caz la caz, se folosesc formule prepozționale: Su casa - La casa de él - La casa de Ud. (sau: Su casa de Ud.) – La casa de ellos etc

### Pronumele demonstrative (Los pronombres demostrativos)
1. Pronumele demonstrative pot îndeplini funcția gramaticală de substantive, de adjective: Mi sombrero es éste. Este sombrero es mío.  Sunt variabile în gen și număr (este niño — esta niña; estos niños, estas niñas).
Posedă forme neutre invariabile (esto, eso, aquello): Aquello que se ve en la
lejanía es una ciudad.  Demonstrativele, de regulă, se așază înaintea substantivului la care se referă. La demonstrativele cu valoare de pronume, accentul grafic este facultativ.
2. Formele pronumelor demonstrative
Singular 
Masc: este, ese, aquel
Fem: esta, esa, aquella
Neutru: esto, eso, aquello
Plural
Masc: estos, esos, aquellos
Fem: estas, esas, aquellas
3. Formele: este, esta, estos, estas desemnează lucruri aproape de cel care vorbește: Éste es mi coche (adică: Éste de aquí es mi coche).
Formele ese, esa, esos, esas desemnează lucruri mai îndepărtate de cel care vorbește și, în cazul unui dialog, aproape de cel căruia i se vorbește: Ese es tu coche.
Formele aquel, aquella, aquellos, aquellas desemnează lucruri și mai îndepărtate de cel care vorbește sau de interlocutori.
Gradația privitoare la îndepărtarea unui obiect în spațiu este valabilă și pentru dimensiunea timpului: este se folosește pentru prezent, ese pentru un trecut mai mult sau mai puțin apropiat și pentru un viitor, aquel pentru un trecut îndepărtat și, uneori, pentru un viitor îndepărtat: en estos tiempos, en esos tiempos, en aquellos tiempos.
4. Demonstrativele, cu excepția lui ese, pot îndeplini și funcție anaforică. În astfel de cazuri, este reproduce ultimul obiect, iar aquel, pe cel anterior: María y Juana están leyendo; esta (Juana) está leyendo una novela, y aquella (María) un cuento.
5. Construcții în care apar demonstrativele neutre: esto, eso, aquello: esto es - adică, va să zică; en esto - în vremea asta, între timp; con esto - cu asta, cu toate acestea; a eso de - cam, în jur de (în construcții ca: a eso de las ocho - în jur de ora opt); eso sí que no - asta nu, asta nu se poate; y eso que - deosebit de faptul că, unde mai pui că; por eso - de aceea; en eso de - cât despre, în ce privește; eso es - asta este, exact.

### Pronumele relative (Los pronombres relativos)
1. Limba spaniolă se folosește de următoarele forme de pronume relative: que, quien, quienes, el que, la que, los que, las que, lo que, el cual, la cual, los cuales, las cuales, lo cual, cuanto (-a, -os, -as), cuyo (-a, -os, -as).
2. Pronumele que este invariabil ca gen și număr: Él niño que está aquí es mi hermano - Los niños que están aquí son mis hermanos.
Antecedentul lui que poate fi substantiv (nume de ființă sau de lucru) și se poate referi la mai mulți antecedenți: Los médico y los ingenieros que están en la sala quieren salir.
El poate fi substituit prin el cual (cu formele sale de număr și gen) atunci când introduce o propoziție atributivă explicativă: Los alumnos, que viven lejos, no llegaron a tiempo a esta fiesta.În fraza mai sus menționată putem înlocui que prin los cuales: Los alumnos, los cuales...
3. Cual (precedat de articolul hotărât) este variabil numai ca număr. Cual fără articol nu este pronume. Antecedentul său poate fi nume de ființe sau de lucruri. Se preferă folosirea lui cual în locul lui que cu caracter explicativ, în contextele în care antecedentul este departe de relativ, cu prepozițiile por, sin, tras, cât și cu prepozițiile bisilabice și locuțiuni echivalente (entre los cuales, por encima del cual, etc): Esperó a su vecino, el cual no llegó. No aprendió bien la lección, por lo cual fue castigado. 
Forma neutră lo cual are ca antecedent o formă neutră sau o propoziție precedenta: Era juguetón, lo cual me gustaba.  În astfel de secvențe, lo cual poate fi substituit prin lo que: Era juguetón, lo que me gustaba. 
4. Quien are o singură formă pentru ambele genuri. Forma de plural este quienes. Se referă la substantive nume de ființe sau lucruri personificate. Antecedentul său poate fi exprimat sau nu: Este muchacho con quien hablas es mi hermano. Quien canta, sus males espanta. 
5. Cuyo se acordă în gen și număr cu substantivul care urmează. Se poate referi la substantive nume de ființe sau de lucruri: El escritor cuyos libros estoy leyendo, es un amigo mío. Ca sens, este echivalent cu formele de quien, del cual.
6. Pronumele cuanto este variabil în gen și număr (cuanto, cuanta, cuantos, cuantas). Formele cuantos, cuantas sunt echivalente cu construcțiile todo lo que, todas las que. Ca antecedent pot servi todo, tanto sau un substantiv însoțit de todo sau tanto: Todos cuantos lo conocen dicen que es inteligente (Toți care îl cunosc spun că este inteligent).

### Pronumele nehotărâte (Los pronombros indefinidos)
1. Pronumele nehotărâte care se referă numai la nume de ființe alguien, nadie, quienquiera: 
alguien lo sabe - cineva știe;
nadie lo puede saber - nimeni nu poate să știe.
Alguien și nadie se întrebuințează numai la singular, ambele genuri.
2. Algo și nada se referă la lucruri: 
nada me dio;
cuéntame algo.
Sunt invariabile.
3. Pronumele nehotărâte care se referă la nume de lucruri sau de ființe: alguno, todo, bastante, uno, otro, demás etc.: 
algunos vinieron - câțiva au venit;
todos están aquí;
conozco a bastantes del mismo gremio.
Forma invariabilă demás se folosește, de regulă, precedată de un articol hotărât la plural: 
Algunos niños entraron en la sala: Los demás, en el comedor.
Pronumele todo (toda, todos, todas) (are și o forma neutră: todo) are valoare substantivală și adjectivală: 
Todos entraron en el despacho del jefe.
Todos los obreros llegaron a la fábrica.
Gruparea todo + articol (sau alt determinant) + substantiv se folosește atât la
singular, cât și la plural: 
todo el jardín,
todo este jardín,
todos los jardines,
todos estos jardines.
Gruparea todo + substantiv se folosește aproape exclusiv la singular: 
todo hombre - orice om,
toda escuela - orice școală ...
Todo (-a) + uno (-a) + substantiv exprimă ideea generală de totalitate și are o valoare de superlativ: 
todo un año - un an întreg,
toda una muchacha - o fată adevărată.
4. Pronumele nehotărâte más și menos sunt invariabile. Când funcționează ca adjective se grupează la singular, în special cu substantive nume de materie:
agua - apă
Quiero más café -Vreau mai mult(ă) cafea
leche - lapte
azúcar - zahăr
La plural, se combină cu substantive ce denumesc lucruri numărabile:
libros cărți
Quiero menos cuadernos - Vreau mai puține caiete
carteras - serviete
lápices - creioane
Multe din pronumele nehotărâte sunt folosite și ca adjective nehotărâte, iar
unele numai ca adjective (ex.: cada).

## Verbul (El verbo)

### Modurile verbului (Los modos del verbo)
În gramatica spaniolă actuală figurează trei moduri verbale: 
- indicativul (indicativo),
- conjunctivul (subjuntivo) și
- imperativul (imperativo).

Infinitivul, gerunziul și participiul sunt considerate forme nepersonale (formas no personales) ale verbului.
Formele modale ale conjunctivului și ale indicativului exprimă opoziția non
realitate/realitate.
Imperativul nu exprimă nici realitate, nici irealitate, exprimă un ordin, un îndemn, o rugăminte.

### Tabel cu reguli de conjugare
(Conjugarea I, verb regulat -ar; Conjugarea II, verb regulat -er; Conjugarea III, verb regulat -ir)
| MOD INDICATIV     | MOD INDICATIV     | MOD INDICATIV     | MOD INDICATIV     | MOD INDICATIV     | MOD INDICATIV     | MOD INDICATIV     | MOD INDICATIV     | MOD INDICATIV     | MOD INDICATIV     | MOD INDICATIV     | MOD INDICATIV     | MOD INDICATIV                 | MOD INDICATIV                 | MOD INDICATIV                 | MOD INDICATIV                 | MOD INDICATIV                 | MOD INDICATIV                 | MOD INDICATIV                 | MOD INDICATIV                 | MOD INDICATIV                 | MOD INDICATIV |
| Prezent           | Prezent           | Prezent           | Prezent           | Prezent           | Prezent           | Perfect simplu    | Perfect simplu    | Perfect simplu    | Imperfect         | Imperfect         | Imperfect         | Viitor simplu                 | Viitor simplu                 | Viitor simplu                 | Condițional simplu            | Condițional simplu            | Condițional simplu            | Condițional simplu            | Condițional simplu            | Condițional simplu            |               |
| ----------------- | ----------------- | ----------------- | ----------------- | ----------------- | ----------------- | ----------------- | ----------------- | ----------------- | ----------------- | ----------------- | ----------------- | ----------------------------- | ----------------------------- | ----------------------------- | ----------------------------- | ----------------------------- | ----------------------------- | ----------------------------- | ----------------------------- | ----------------------------- | ------------- |
| I.                | I.                | II.               | II.               | III.              | III.              | I.                | II.               | III.              | I.                | II.               | III.              | I.                            | II.                           | III.                          | I.                            | I.                            | II.                           | II.                           | III.                          | III.                          |               |
| ‑o                | ‑o                | ‑o                | ‑o                | ‑o                | ‑o                | ‑é                | ‑í                | ‑í                | ‑aba              | ‑ía               | ‑ía               | ‑aré                          | ‑eré                          | ‑iré                          | ‑aría                         | ‑aría                         | ‑ería                         | ‑ería                         | ‑iría                         | ‑iría                         |               |
| ‑as               | ‑ás               | ‑es               | ‑és               | ‑es               | ‑ís               | ‑aste             | ‑iste             | ‑iste *           | ‑abas             | ‑ías              | ‑ías              | ‑arás                         | ‑erás                         | ‑irás                         | ‑arías                        | ‑arías                        | ‑erías                        | ‑erías                        | ‑irías                        | ‑irías                        |               |
| ‑a                | ‑a                | ‑e                | ‑e                | ‑e                | ‑e                | ‑ó                | ‑ió               | ‑ió               | ‑aba              | ‑ía               | ‑ía               | ‑ará                          | ‑erá                          | ‑irá                          | ‑aría                         | ‑aría                         | ‑ería                         | ‑ería                         | ‑iría                         | ‑iría                         |               |
| ‑amos             | ‑amos             | ‑emos             | ‑emos             | ‑imos             | ‑imos             | ‑amos             | ‑imos             | ‑imos             | ‑ábamos           | ‑íamos            | ‑íamos            | ‑aremos                       | ‑eremos                       | ‑iremos                       | ‑aríamos                      | ‑aríamos                      | ‑eríamos                      | ‑eríamos                      | ‑iríamos                      | ‑iríamos                      |               |
| ‑áis              | ‑áis              | ‑éis              | ‑éis              | ‑ís               | ‑ís               | ‑asteis           | ‑isteis           | ‑isteis           | ‑abais            | ‑íais             | ‑íais             | ‑aréis                        | ‑eréis                        | ‑iréis                        | ‑aríais                       | ‑aríais                       | ‑eríais                       | ‑eríais                       | ‑iríais                       | ‑iríais                       |               |
| ‑an               | ‑an               | ‑en               | ‑en               | ‑en               | ‑en               | ‑aron             | ‑ieron            | ‑ieron            | ‑aban             | ‑ían              | ‑ían              | ‑arán                         | ‑erán                         | ‑irán                         | ‑arían                        | ‑arían                        | ‑erían                        | ‑erían                        | ‑irían                        | ‑irían                        |               |
| MOD SUBJONCTIV    | MOD SUBJONCTIV    | MOD SUBJONCTIV    | MOD SUBJONCTIV    | MOD SUBJONCTIV    | MOD SUBJONCTIV    | MOD SUBJONCTIV    | MOD SUBJONCTIV    | MOD SUBJONCTIV    | MOD SUBJONCTIV    | MOD SUBJONCTIV    | MOD SUBJONCTIV    | MOD SUBJONCTIV                | MOD SUBJONCTIV                | MOD SUBJONCTIV                | MOD IMPERATIV                 | MOD IMPERATIV                 | MOD IMPERATIV                 | MOD IMPERATIV                 | MOD IMPERATIV                 | MOD IMPERATIV                 |               |
| Prezent           | Prezent           | Prezent           | Prezent           | Prezent           | Prezent           | Imperfect I       | Imperfect I       | Imperfect I       | Imperfect II      | Imperfect II      | Imperfect II      | Viitor simplu                 | Viitor simplu                 | Viitor simplu                 | Imperativ pozitiv             | Imperativ pozitiv             | Imperativ pozitiv             | Imperativ pozitiv             | Imperativ pozitiv             | Imperativ pozitiv             |               |
| I.                | I.                | II.               | II.               | III.              | III.              | I.                | II.               | III.              | I.                | II.               | III.              | I.                            | II.                           | III.                          | I.                            | I.                            | II.                           | II.                           | III.                          | III.                          |               |
| ‑e                | ‑e                | ‑a                | ‑a                | ‑a                | ‑a                | ‑ara              | ‑iera             | ‑iera             | ‑ase              | ‑iese             | ‑iese             | ‑are                          | ‑iere                         | ‑iere                         | —                             | —                             | —                             | —                             | —                             | —                             |               |
| ‑es               | ‑es               | ‑as               | ‑as               | ‑as               | ‑as               | ‑aras             | ‑ieras            | ‑ieras            | ‑ases             | ‑ieses            | ‑ieses            | ‑ares                         | ‑ieres                        | ‑ieres                        | ‑a                            | ‑á                            | ‑e                            | ‑é                            | ‑e                            | ‑í                            |               |
| ‑e                | ‑e                | ‑a                | ‑a                | ‑a                | ‑a                | ‑ara              | ‑iera             | ‑iera             | ‑ase              | ‑iese             | ‑iese             | ‑are                          | ‑iere                         | ‑iere                         | ‑e                            | ‑e                            | ‑a                            | ‑a                            | ‑a                            | ‑a                            |               |
| ‑emos             | ‑emos             | ‑amos             | ‑amos             | ‑amos             | ‑amos             | ‑áramos           | ‑iéramos          | ‑iéramos          | ‑ásemos           | ‑iésemos          | ‑iésemos          | ‑áremos                       | ‑iéremos                      | ‑iéremos                      | ‑emos                         | ‑emos                         | ‑amos                         | ‑amos                         | ‑amos                         | ‑amos                         |               |
| ‑éis              | ‑éis              | ‑áis              | ‑áis              | ‑áis              | ‑áis              | ‑arais            | ‑ierais           | ‑ierais           | ‑aseis            | ‑ieseis           | ‑ieseis           | ‑areis                        | ‑iereis                       | ‑iereis                       | ‑ad                           | ‑ad                           | ‑ed                           | ‑ed                           | ‑id                           | ‑id                           |               |
| ‑en               | ‑en               | ‑an               | ‑an               | ‑an               | ‑an               | ‑aran             | ‑ieran            | ‑ieran            | ‑asen             | ‑iesen            | ‑iesen            | ‑aren                         | ‑ieren                        | ‑ieren                        | ‑en                           | ‑en                           | ‑an                           | ‑an                           | ‑an                           | ‑an                           |               |
| FORME NEPERSONALE | FORME NEPERSONALE | FORME NEPERSONALE | FORME NEPERSONALE | FORME NEPERSONALE | FORME NEPERSONALE | FORME NEPERSONALE | FORME NEPERSONALE | FORME NEPERSONALE | FORME NEPERSONALE | FORME NEPERSONALE | FORME NEPERSONALE | * Formele în -astes și -istes | * Formele în -astes și -istes | * Formele în -astes și -istes | * Formele în -astes și -istes | * Formele în -astes și -istes | * Formele în -astes și -istes | * Formele în -astes și -istes | * Formele în -astes și -istes | * Formele în -astes și -istes |               |
| Infinitiv         | Infinitiv         | Infinitiv         | Infinitiv         | Infinitiv         | Infinitiv         | Participiu        | Participiu        | Participiu        | Gerunziu          | Gerunziu          | Gerunziu          | * Formele în -astes și -istes | * Formele în -astes și -istes | * Formele în -astes și -istes | * Formele în -astes și -istes | * Formele în -astes și -istes | * Formele în -astes și -istes | * Formele în -astes și -istes | * Formele în -astes și -istes | * Formele în -astes și -istes |               |
| I.                | I.                | II.               | II.               | III.              | III.              | I.                | II.               | III.              | I.                | II.               | III.              | * Formele în -astes și -istes | * Formele în -astes și -istes | * Formele în -astes și -istes | * Formele în -astes și -istes | * Formele în -astes și -istes | * Formele în -astes și -istes | * Formele în -astes și -istes | * Formele în -astes și -istes | * Formele în -astes și -istes |               |
| ‑ar               | ‑ar               | ‑er               | ‑er               | ‑ir               | ‑ir               | ‑ado/a (-ante)    | ‑ido/a (-iente)   | ‑ido/a (-iente)   | ‑ando             | ‑iendo            | ‑iendo            | * Formele în -astes și -istes | * Formele în -astes și -istes | * Formele în -astes și -istes | * Formele în -astes și -istes | * Formele în -astes și -istes | * Formele în -astes și -istes | * Formele în -astes și -istes | * Formele în -astes și -istes | * Formele în -astes și -istes |               |

### Întrebuințări ale timpurilor indicativului
Prezentul (Presente) - Cu formele indicativului prezent putem exprima nu numai
un fapt prezent, ci și unul trecut (prezentul istoric) sau viitor: 
Acude San Martín, combate y vence.
Mañana salgo para Madrid y vuelvo el viernes que viene ...
În propozițiile condiționale prezentul indicativului este folosit în locul viitorului: 
Si vienes, te doy el libro (Dacă vii (vei veni), îți dau (îți voi da) cartea).
Prezentul poate fi folosit și în locul imperativului: 
Vas al mercado, y me compras legumbres.
Forma indicativului prezent al verbului regulat (ar) hablar ('a vorbi'):
| Indicativ prezent al verbului hablar | Singular         | Plural                  |
| Persoana întâi                       | (yo) hablo       | (nosotros/-as) hablamos |
| Persoana a doua familiar             | (tú) hablas      | (vosotros/-as) habláis  |
| Persoana a doua familiar             | (vos) hablás     |                         |
| Persoana a doua formal               | (usted) habla    | (ustedes) hablan        |
| Persoana a treia                     | (él, ella) habla | (ellos, ellas) hablan   |
| ------------------------------------ | ---------------- | ----------------------- |

Forma indicativului prezent al verbului regulat (er) comer ('a mânca'):
| Indicativ prezent al verbului comer | Singular        | Plural                 |
| Persoana întâi                      | (yo) como       | (nosotros/-as) comemos |
| Persoana a doua familiar            | (tú) comes      | (vosotros/-as) coméis  |
| Persoana a doua familiar            | (vos) comés     |                        |
| Persoana a doua formal              | (usted) come    | (ustedes) comen        |
| Persoana a treia                    | (él, ella) come | (ellos, ellas) comen   |
| ----------------------------------- | --------------- | ---------------------- |

Forma indicativului prezent al verbului regulat (ir) vivir ('a trăi'):
| Indicativ prezent al verbului vivir | Singular        | Plural                 |
| Persoana întâi                      | (yo) vivo       | (nosotros/-as) vivimos |
| Persoana a doua familiar            | (tú) vives      | (vosotros/-as) vivis   |
| Persoana a doua familiar            | (vos) vivis     |                        |
| Persoana a doua formal              | (usted) vive    | (ustedes) viven        |
| Persoana a treia                    | (él, ella) vive | (ellos, ellas) viven   |
| ----------------------------------- | --------------- | ---------------------- |

Perfectul compus (Pretérito perfecto compuesto) exprimă o acțiune trecută care păstrează legătura cu prezentul. Legătura poate fi reală sau numai gândită și percepută de către vorbitor.
Imperfectul (Pretérito imperfecto) exprimă o acțiune din trecut în desfășurare, sau repetată, care poate avea loc simultan cu acțiunea unui alt verb la imperfect, la perfectul simplu sau cu un adverb de timp: 
Los hombres iban al trabajo.
Mai mult ca perfectul (Pretérito pluscuamperfecto) exprimă o acțiune terminată în trecut înaintea altei acțiuni de asemenea trecute (la perfectul simplu, la imperfect).
Perfectul simplu (Pretérito perfecto simple sau Pretérito indefinido) exprimă de regulă o acțiune realizată în trecut, într-o perioadă de timp complet scursă: 
Jose Martí nació en Cuba.
Anteayer escribí una carta.
La semana pasada visité un museo.
Este un timp folosit mult în vorbirea curentă.
Perfectul anterior (Pretérito anterior) exprimă o acțiune trecută, imediat anterioară față de o altă acțiune trecută ( redată prin perfectul simplu):
Cuando los muchachos hubieron terminado el trabajo, volvieron a sus casas.
În limba spaniolă actuală, acest timp este destul de puțin folosit.
Viitorul (Futuro) poate exprima, printre altele:
a) o posibilitate, o îndoială, o aproximație: 
Estará en la oficina a esta hora, Serán las dos de la tarde;
b) un ordin, o interzicere: Lucharás por el bien de tu pueblo. No desearás mal a tus amigos.
Viitorul anterior (Futuro perfecto) denotă o acțiune terminată înaintea alteia care se va efectua tot în viitor: 
Cuando yo llegue, habrás resuelto ya el asunto.
Condiționalul prezent (Condicional, optativo / potencial) exprimă o acțiune viitoare în raport cu o acțiune realizată în trecut: 
Dijiste que Pedro regresaría (ayer, hoy, mañana).
Han dicho que Pablo no regresaría.
Acțiunea pe care o exprimă este eventuală, ipotetică.
Condiționalul poate fi folosit și ca formă de exprimare politicoasă în cazul unei rugăminți, a unei dorințe, întocmai ca formele indicativului imperfect: 
Querría pedirte un favor (Aș vrea să-ți cer o favoare).
Condiționalul perfect (Condicional optativo/ potencial perfecto) exprimă un fapt deja terminat sau posibil înainte de a avea loc un alt fapt cu care este în relație: 
Pensaba que habrían cumplido lo prometido.
Modul imperativ (Modo imperativo)
În limba spaniolă imperativul are numai două forme proprii (persoana a II-a singular și plural): 
canta - cantad;
come - comed;
escribe - escribid.
Pentru celelalte persoane se folosesc formele prezentului conjunctiv: 
Escríbame (usted) una carta.
Tráigame (usted) un libro.
Que canten ellos! Cantemos nosotros.
În spaniolă există opt verbe (plus compusele lor) care au neregulată persoana
a II-a singular: hacer - haz; decir - di; poner - pon; ir - ve; salir - sal; venir - ven; ser – sé; tener - ten.
La plural persoana a II-a este regulată la toate verbele. Atunci însă când această formă este aglutinată cu pronumele personal os, d final din desinență se pierde: 
levantaos ( = levantad + os), lavaos (= lavad + os); (excepție: id + os → idos).
În propozițiile negative toate persoanele sunt înlocuite cu formele respective ale conjunctivului prezent (precedate de no): 
No vengas aquí.
No comáis tanto.
No me digas mentiras.
Atunci când verbul la imperativ este însoțit de un pronume personal neaccentuat, acesta are poziție enclitică: 
Dime la verdad.
În propoziții negative pronumele personal neaccentuat este proclitic: 
No me lo digas.

### Modul conjunctiv (modo subjuntivo)
Conjunctivul poate fi folosit în propoziții independente și în propoziții subordonate.
a) în propoziții independente care conțin un adverb exprimând o îndoială
(quizá(s), tal vez, acaso...) folosirea conjunctivului depinde de gradul de intensitate al îndoielii. Cu conjunctivul, îndoiala se intensifică, iar cu indicativul se atenuează:
Tal vez han regresado - Poate s-au întors.
Tal vez han regresado - Se prea poate să se fi întors.
Quizá(s) escribirá la carta - Se prea poate să se scrie scrisoarea.
Dacă adverbele quizá(s), acaso, tal vez sunt așezate după verb, acestea, de regulă, se construiesc cu indicativul: 
Tu amigo te ha invitado tal vez a esta reunión.
În propozițiile independente optative, verbul se construiește cu conjunctivul:
¡Ojalá venga a tiempo! - Măcar să vină la timp; să dea Dumnezeu să vină la timp).
¡Viva la libertad! ¡Seas bienvenido!
b) Conjunctivul în propoziții subordonate
Cu verbele care exprimă îndoiala, necunoașterea (dudar, hesitar, vacilar, ignorar, desconocer, etc.) se tinde, de regulă, să se folosească conjunctivul: 
Dudo de que María llegue mañana.
Ignoro que haya trabajado tanto.
În astfel de cazuri este posibilă și folosirea indicativului. Incertitudinea poate fi mai categorică sau mai atenuată. De exemplu, în propoziția “Creo que María no vuelve” întărim elementul negativ, iar în ”No creo que María vuelva” elementul negativ este mai atenuat.
În propozițiile atributive verbul cere modul indicativ dacă antecedentul este cunoscut.
Dacă este necunoscut sau îndoielnic, verbul se construiește cu conjunctivul: 
El hombre que viene es un amigo.
Las personas que asistan a la fiesta deberán presentar la invitación.
Escribiré lo que Ud. diga.
Cu verbele care exprimă teamă, o stare afectivă (temer, sentir, recelar, alegrarse, deplorar, lamentar, etc.) se folosește, de regulă, conjunctivul:  :: Lamento que no hayas venido. 
Siento que se vaya.
O acțiune viitoare (mai rar o acțiune trecută) dependentă de un verb care exprimă teama poate fi redată și cu modul indicativ: 
Temo que llégará tarde.
În acest caz verbul temer are accepția de a bănui, a crede.
Când se exprimă o stare afectivă față de un fapt real sau care se enunță ca efectiv, folosirea conjunctivului este necesară: 
Me alegro de que hayas venido.
Siento que no hayas escrito la carta.
Expresiile și verbele care arată o posibilitate, o probabilitate cer totdeauna
conjunctivul: 
Es posible que venga mañana.
Es probable que llueva.
Expresiile și verbele care indică acțiuni considerate ca necesare (ordin, permisiune, rugăminte, sfat, dorință etc.) cer, de obicei, un verb subordonat la modul conjunctiv:
Quiero que vuelvas lo más pronto posible.
Deseo que te vayas.
Es necesario que estudies.
Unele expresii și verbe impersonale (ser útil, ser bueno, ser malo, estar bien, estar mal, convenir, importar, etc.) impun și ele folosirea modului conjunctiv în subordonată: 
Me conviene que no escribas tal carta.
Me importa que hables tú que no él.
Está bien que hayas acabado el trabajo.

### Întrebuințări ale timpurilor conjunctivului
Conjunctivul spaniol are trei timpuri simple (prezentul, viitorul și două forme de imperfect în -ra, și -se) și trei timpuri compuse (perfectul, viitorul anterior și două forme de mai mult ca perfect).
Viitorul și viitorul anterior aproape că nu sunt folosite în limba spaniolă actuală.
Prezentul (Presente de subjuntivo) poate exprima un fapt prezent sau un fapt viitor. De exemplu: 
Es posible que María escriba la carta.
Prezentul conjunctiv substituie viitorul indicativului în propoziții temporale care exprimă un fapt eventual: 
Cuando llegue, te excribiré.
Escríbame, cuando llegues.
Conjunctivul perfect (Pretérito perfecto de subjuntivo). Exprimă o acțiune într-o perioadă de timp trecută sau viitoare: 
Es posible que haya estado enfermo.
Es posible que cuando llegues, ya hayamos desayunado.
Conjunctivul imperfect (Pretérito imperfecto de subjuntivo). Sensul temporal al celor două forme ale imperfectului (forma în -ra și forma în -se) poate fi de prezent, viitor sau trecut în raport cu momentul vorbirii. Exprimă simultaneitatea sau posterioritatea în raport cu acțiunea verbului de care depinde conjunctivul: 
No creí que Pedro llegara (llegase,) a tiempo.
Formele în -ra și cele în –se sunt substituibile între ele.
Conjunctivul mai mult ca perfect (Pretérito pluscuamperfecto)
Exprimă o acțiune trecută, terminată înaintea altei acțiuni de asemenea trecute: 
No sospechaba ayer que hubieses ya estudiado el proyecto.
În propoziția introdusă prin si într-o fraza condițională, mai mult ca perfectul
conjunctivului arată că într-un moment din trecut un fapt a fost considerat unul eventual, improbabil: 
Si te hubiese (hubiera) visto, te habría (hubiera) saludado.
Viitorul perfect al conjunctivului (Futuro perfecto de subjuntivo). Indică o acțiune eventuală terminată înaintea alteia din prezent sau viitor: ::Si para entonces (mañana por la tarde) no hubiere llegado, volveremos a casa.

### Infinitivul (El infinitivo)
1. În limba spaniolă, infinitivul are două forme: 
- forma simplă (infinitivo simple = infinitivul prezent) și
- forma compusă (infinitivo compuesto = infinitivul perfect):

estudiar, aprender, vivir haber estudiado, haber aprendido, haber vivido.
2. Prin natura lui, infinitivul poate avea funcții sintactice specifice substantivului și funcții sintactice specifice verbului.
a) În calitate de substantiv, poate fi subiect, nume predicativ, atribut al unui substantiv, complement al unui verb: 
Me conviene pasear con Ud. (subiect).
Querer es poder (nume predicativ).
En este barrio hay casas por alquilar (atribut).
Este problema es fácil de resolver (complement al adjectivului).
Deseo trabajar (complement direct).
În funcția de subiect precedat de un verb sau o expresie impersonală (gustar,
convenir, bastar, ser preciso, ser necesario, doler, etc.) infinitivul se construiește fără prepoziție: 
Es preciso trabajar. Me gusta leer...
b) În combinațiile cu formele digno, fácil, bueno, malo, etc. urmate de
prepoziția de infinitivul are sens pasiv: 
Tenemos un proyecto fácil de realizar.
Esta calle es fácil de cruzar.
Infinitivele legate de un substantiv care precedă particulele por, sin, medio și care arată că o acțiune rămâne încă de executat au, de asemenea, sens pasiv: 
Un problema sin resolver (O problemă de rezolvat).
Infinitivul poate să se unească cu pronumele personale neaccentuate în poziție
enclitică: 
Quiere verte.
Queremos lavarnos.
Queréis lavaros.
Cu forma compusă a infinitivului, pronumele enclitic este așezat după auxiliarul haber. 
Siento haberte castigado.
3. Infinitivele spaniole se pot substantiva cu ajutorul articolelor, demonstrativelor, posesivelor și a altor determinanți de genul masculin, singular: 
El gritar; Un gritar; Mi gritar; Este gritar, etc.
Infinitivele spaniole substantivate nu-și pierd caracterul verbal. Astfel pot să se construiască cu adverbe: 
Su protestar constantemente no me gusta.
4. Infinitivele precedate de unele prepoziții pot forma sintagme fixe care sunt
echivalente cu o subordonată circumstanțială. Câteva construcții frecvente în limba actuală:
Al + infinitivo este echivalentă cu o propoziție temporală: 
Al salir de la oficina encontré a tu hermano.
Después de + infinitivo este echivalentă cu o propoziție temporală. 
Después de lavarnos, tomaremos el desayuno.
Antes de + infinitivo este echivalentă cu o propoziție temporală. 
Antes de visitar esta empresa, daremos un paseo por el pueblo.
A (De) + infinitivo este echivalentă cu o propoziție condițională: 
A ser más laborioso, podrías terminar a tiempo el trabajo (Dacă ai fi mai harnic, ai termina la timp lucrul).
Con + infinitivo este echivalentă cu o propoziție concesivă: uneori poate avea sens condițional: 
Con estar tan cansado, quiere salir de casa (Deși este atât de obosit, vrea să plece de acasă).
– Construcția por + infinitivo, în unele contexte, este echivalentă cu o
propoziție cauzală: 
Por leer tanto, María lo sabe todo. (Pentru că citește atât de
mult, Maria știe de toate).
Gerunziul ( El gerundio)
1. Gerunziul spaniol are:
- o formă simplă (gerundio simple)
- și una compusă (gerundio compuesto).

Forma simplă se termină în -ando (verbele de conjugarea I) și în -iendo (verbele de conjugarea a II-a și a III-a): cantar - cantando, trabajar - trabajando; comer - comiendo, beber - bebiendo; partir - partiendo, salir - saliendo.
Unele verbe au gerunziul neregulat, și anume:
- verbele de conjugarea a III-a terminate în -ebir, -edir, -egir, -eguir, -emir, -enchir, -endir, -eñir, -estir, etir, -ervir (concebir - concibiendo, pedir - pidiendo, corregir - corrigiendo, seguir -siguiendo, gemir - gimiendo, henchir - hinchiendo, rendir - rindiendo, reñir -riñendo, vestir - vistiendo, competir - compitiendo, servir - sirviendo),
- toate verbele terminate în -eír (reír – riendo,

sonreír - sonriendo), 
- verbele decir -diciendo, erguir - irguiendo, venir - viniendo, poder -

pudiendo, 
- verbele de conjugarea a III-a terminate în -entir, -erir, -ertir (sentir -

sintiendo, sugerir -sugiriendo, convertir - convirtiendo), 
- cât și verbele terminate în -orir și -ormir (morir - muriendo, dormir - durmiendo).

Forma compusă a gerunziului se formează cu gerunziu1 verbului haber și
participiul verbului de conjugat: habiendo cantado, habiendo comido, habiendo salido.
2. Forma simplă a gerunziului este folosită pentru exprimarea unui proces în
desfășurare simultan cu acțiunea verbului principal: 
Escribiendo la carta, cantaba (În timp ce seria scrisoarea, cânta).
3. Forma compusă a gerunziului exprimă o acțiune realizată anterior față de cea a verbului principal, indiferent de intervalul de timp care desparte cele două acțiuni: 
Habiendo aprobado los exámenes, puedo ir de vacaciones.
Pentru exprimarea unei anteriorități imediate se poate folosi forma gerunziului
precedată de prepoziția en: 
En terminando el desayuno, iremos a la oficina.
4. Gerunziul se poate construi cu pronumele personale neaccentuate în poziție
enclitică: lavándome, habiéndome lavado...
5. Gerunziul este folosit ca element formativ al unor perifraze verbale.
6. Gerunziul are totdeauna un subiect (care poate fi exprimat sau neexprimat).
Acest subiect poate fi: același cu subiectul verbului principal, identic cu complementul direct al verbului principal sau gerunziul poate avea un subiect propriu: 
Paseando, me encontré con Juan.
Vi a María desayunando.
Estando tú aquí, no temo (Dacă ești tu aici, nu mă tem).

### Participiul (El participio)
1. Participiul spaniol se formează cu terminațiile -ado (verbele de conjugarea I) și -ido (verbele de conjugarea a II-a și a III-a); tomar - tomado, comer - comido, vivir - vivido.

Unele participii sunt neregulate. Acestea au terminația -cho, -so, -to: hacer -hecho,
decir - dicho, imprimir - impreso, escribir - escrito, poner - puesto, volver - vuelto, etc.

Toate verbele terminate la infinitiv în –olver fac participiul în -uelto: devolver -
devuelto, envolver - envuelto, absolver - absuelto, etc.
Unele participii au două forme: una regulată, cu valoare verbală, și alta neregulată,
cu valoare adjectivală:
atender – atendido - atento elegir - elegido - electo
bendecir - bendecido - bendito incluir - incluido - incluso
convertir - convertido - converso maldecir - maldecido - maldito
despertar - despertado- despierto
2. Formele verbului haber + participiu invariabil formează timpurile compuse ale
verbelor: 
he trabajado - hemos trabajado;
has comido - habéis comido;
has partido - han partido..
Ser + participiul variabil în gen și număr formează diateza pasivă: 
Pedro es mimado por sus padres.
María es mimada por sus padres.
3. Participiul poate avea valoare de adjectiv; în acest caz se acordă cu substantivul
la care se referă în gen și număr: 
un campo quemado - unos campos quemados,
un país adelantado - unos países adelantados.
4. Unele participii pot avea și sens activ. Contextul ne ajută să determinăm sensul
respectiv: una persona leída — o persoană care a citit mult (sens activ) față de un libro
leído - o carte citită mult (sens pasiv)
Alte exemple:
Agradecida o persoană recunoscătoare)
Una persona atrevid ( îndrăzneață)
porfiada ( capricioasă)
presumida ( încrezută)
preciada ( înfumurată)
arrepentida ( care s-a căit)
resuelta ( hotărâtă)
cansada ( plictisitoare, obositoare)
esforzada ( curajoasă, vitează)
Participiile mai sus menționate, când funcționează ca adjective și au sens activ se construiesc cu ser: 
Pedro es atrevido (Petre este îndrăzneț);
Pedro es cansado (Petre este plictisitor), față de:
Pedro está cansado (Petre este obosit).

### Diateza pasivă (La voz pasiva)
În limba spaniolă, diateza pasivă admite două tipuri de construcții:
1. Formele verbului ser (de asemenea estar) + un participiu: ::Esta casa será vendida en subasta (Această casă va fi vândută la licitație). 
Este cuarto era pintado por mi tío (Această cameră era zugrăvită de unchiul meu).
Acest tip de construcții pasive se prezintă sub două forme - cu complementul de agent exprimat și fără complement de agent: 
La carta fue escrita por Carmen (Scrisoarea a fost scrisă de către Carmen).
Ya está puesta la mesa (Masa este deja pusă).
Complementul de agent este introdus, de regulă, prin prepoziția por; uneori prin de: 
La patria fue salvada por nuestros héroes.
El niño fue atacado por la viruela (Copilul s-a îmbolnăvit de vărsat).
Participiul se acordă în gen și număr cu subiectul gramatical (pacient).
În cazul a două forme pasive în relație de coordonare, auxiliarul, de obicei, este suprimat înaintea celui de-al doilea participiu: 
Esta noticia es conocida y comentada por todos los especialistas.
În schimb estar + participiul se folosește în cazul verbelor momentane, la timpurile imperfecte (El proyecto está, estaba resuelto - Proiectul este, era rezolvat și a multor verbe reflexive sau folosite ca atare, cu sens incoativ:
Juana está (estaba) sentada (dormida, arrepentida, enfadada, entristecida), etc.
O construcție pasivă cu ser sau estar nu diferă de o construcție de tip nominal care cuprinde în structura predicatului ei nominal o copulă (ser, estar) și un nume predicativ
exprimat printr-un participiu cu valoare adjectivală.
2. Construcția pasivă cu se este mai frecventă decât cele mai înainte menționate.
Astfel, în locul unei propoziții ca aceasta: 
„Las ventanas son abiertas a las diez”
se preferă
„Las ventanas se abren a las diez”.
Construcțiile pasive cu se pot avea un complement de agent sau se pot lipsi de acesta: 
Se venden mercancías por los vendedores.
Se venden mercancías.

## Conjugarea verbului haber (Conjugación del verbo haber)
Haber

Forme simple

Infinitiv: haber
Gerunziu: habiendo
Participiu: habido
Forme compuse

Infinitivo haber habido
Gerundio habiendo habido
Mod indicativ

Presente: he, has, hay, hemos o habemos, habéis, han
Pretérito imperfecto: he habido, has habido, ha habido, hemos habido, habéis, habido, han habido
Pretérito imperfecto: había, habías, había, habíamos, habíais, habían
Pretérito imperfecto: había habido, habías habido, había habido, habíamos habido, habíais habido, habían habido
Pretérito perfecto simple: hube, hubiste, hubo, hubimos, hubisteis, hubieron
Pretérito anterior: hube habido, hubiste habido, hubo habido, hubimos habido, hubisteis habido, hubieron habido
Futuro: habré, habrás, habrá, habremos, habréis, habrán
Futuro perfecto: habré habido, habrás habido, habrá habido, habremos habido, habréis habido, habrán habido
Condițional: habría, habrías, habría, habríamos, habríais, habrían
Condicional perfecto: habría habido, habrías habido, habría habido, habríamos, habido, habríais habido, habrían, habido
Mod subjonctiv

Presente: haya, hayas, haya, hayamos, hayáis, hayan
Pretérito imperfecto: haya habido, hayas habido, haya habido, hayamos habido, hayáis habido, hayan habido
Pretérito imperfecto: hubiera o hubiese, hubieras o hubieses, hubiera o hubiese, hubiéramos o hubiésemos, huberais o hubieseis, hubieran o hubiesen
Pretérito pluscuamperfecto: hubiera o hubiese habido, hubieras o hubieses habido, hubiera o hubiese habido, habiéramos o hubiésemos habido, hubierais o hubieseis, habido, hubieran o hubiesen habido
Futuro:hubiere, hubieres, hubiere, hubiéremos, hubiereis, hubieren
Futuro perfecto: hubiere habido, hubieres habido, hubiere habido, hubiéremos, habido, hubiereis habido, hubieren habido
Modo imperativo

(poco empleado)
He (tú); Haya (él); Hayamos (nosotros); Habed (vosotros); Hayan (ellos)
Conjugarea verbului ser

Forme simple

Infinitivo: ser
Gerundio: siendo
Participio: sido
Forme compuse

Infinitivo: haber sido
Gerundio: habiendo sido
Mod indicativ

Presente: soy, eres, es, somos, sois, son
Pretérito perfecto compuesto: he sido, has sido, ha sido, hemos sido, habéis sido, han sido
Pretérito imperfecto: era, eras, era, éramos, erais, eran
Pretérito pluscuamperfecto: había sido, habías sido, había sido, habíamos sido, habíais sido, habían sido
Pretérito perfecto simple: fui, fuiste, fue, fuimos, fuisteis, fueron
Pretérito anterior: hube sido, hubiste sido, hubo sido, hubimos sido, hubisteis sido, hubieron sido
Futuro: seré, serás, será, seremos, seréis, serán
Futuro perfecto: habré sido, habrás sido, habrá sido, habremos sido, habréis sido, habrán sido
Condicional: sería, serías, sería, seríamos, seríais, serían
Condicional perfecto: habría sido, habrías sido, habría sido, habríamos sido, habríais sido, habrían sido
Mod subjonctiv

Presente: sea, seas, sea, seamos, seáis, sean
Pretírito perfecto: haya sido, hayas sido, haya sido, hayamos sido, hayáis sido, hayan sido
Pretérito imperfecto: fuera o fuese, fueras o fueses, fuera o fuese, fuéramos o fuésemos, fuerais o fueseis, fueran o fuesen,
Pretérito pluscuamperfecto: hubiera o hubiese sido, hubieras o hubieses sido, hubiera o hubiese sido, hubiéramos o hubiésemos sido, hubierais o hubieseis sido, hubieran o hubiesen sido
Futuro: fuere, fueres, fuere, fuéremos, fuereis, fueren
Futuro perfecto: hubiere sido, hubieres sido, hubiere sido, hubiéremos sido, hubiereis sido, hubieren sido
Modo imperativ (afirmativ)

Sé (tú); Sea (él); Seamos (nosotros); Sed (vosotros); Sean (ellos)

## Conjugarea verbelor regulate – modele
| MODO INDICATIVO      | MODO INDICATIVO      | MODO INDICATIVO      | MODO INDICATIVO      | MODO INDICATIVO      | MODO INDICATIVO      | MODO INDICATIVO           | MODO INDICATIVO           | MODO INDICATIVO           | MODO INDICATIVO         | MODO INDICATIVO         | MODO INDICATIVO         | MODO INDICATIVO | MODO INDICATIVO | MODO INDICATIVO | MODO INDICATIVO | MODO INDICATIVO | MODO INDICATIVO | MODO INDICATIVO | MODO INDICATIVO | MODO INDICATIVO | MODO INDICATIVO |
| Presente             | Presente             | Presente             | Presente             | Presente             | Presente             | Pretérito perfecto simple | Pretérito perfecto simple | Pretérito perfecto simple | Pretérito imperfecto    | Pretérito imperfecto    | Pretérito imperfecto    | Futuro simple | Futuro simple | Futuro simple | Condicional simple | Condicional simple | Condicional simple | Condicional simple | Condicional simple | Condicional simple |                 |
| -------------------- | -------------------- | -------------------- | -------------------- | -------------------- | -------------------- | ------------------------- | ------------------------- | ------------------------- | ----------------------- | ----------------------- | ----------------------- | --- | --- | --- | --- | --- | --- | --- | --- | --- | --------------- |
| I.                   | I.                   | II.                  | II.                  | III.                 | III.                 | I.                        | II.                       | III.                      | I.                      | II.                     | III.                    | I. | II. | III. | I. | I. | II. | II. | III. | III. |                 |
| ‑o                   | ‑o                   | ‑o                   | ‑o                   | ‑o                   | ‑o                   | ‑é                        | ‑í                        | ‑í                        | ‑aba                    | ‑ía                     | ‑ía                     | ‑aré | ‑eré | ‑iré | ‑aría | ‑aría | ‑ería | ‑ería | ‑iría | ‑iría |                 |
| ‑as                  | ‑ás                  | ‑es                  | ‑és                  | ‑es                  | ‑ís                  | ‑aste                     | ‑iste                     | ‑iste *                   | ‑abas                   | ‑ías                    | ‑ías                    | ‑arás | ‑erás | ‑irás | ‑arías | ‑arías | ‑erías | ‑erías | ‑irías | ‑irías |                 |
| ‑a                   | ‑a                   | ‑e                   | ‑e                   | ‑e                   | ‑e                   | ‑ó                        | ‑ió                       | ‑ió                       | ‑aba                    | ‑ía                     | ‑ía                     | ‑ará | ‑erá | ‑irá | ‑aría | ‑aría | ‑ería | ‑ería | ‑iría | ‑iría |                 |
| ‑amos                | ‑amos                | ‑emos                | ‑emos                | ‑imos                | ‑imos                | ‑amos                     | ‑imos                     | ‑imos                     | ‑ábamos                 | ‑íamos                  | ‑íamos                  | ‑aremos | ‑eremos | ‑iremos | ‑aríamos | ‑aríamos | ‑eríamos | ‑eríamos | ‑iríamos | ‑iríamos |                 |
| ‑áis                 | ‑áis                 | ‑éis                 | ‑éis                 | ‑ís                  | ‑ís                  | ‑asteis                   | ‑isteis                   | ‑isteis                   | ‑abais                  | ‑íais                   | ‑íais                   | ‑aréis | ‑eréis | ‑iréis | ‑aríais | ‑aríais | ‑eríais | ‑eríais | ‑iríais | ‑iríais |                 |
| ‑an                  | ‑an                  | ‑en                  | ‑en                  | ‑en                  | ‑en                  | ‑aron                     | ‑ieron                    | ‑ieron                    | ‑aban                   | ‑ían                    | ‑ían                    | ‑arán | ‑erán | ‑irán | ‑arían | ‑arían | ‑erían | ‑erían | ‑irían | ‑irían |                 |
| MODO SUBJUNTIVO      | MODO SUBJUNTIVO      | MODO SUBJUNTIVO      | MODO SUBJUNTIVO      | MODO SUBJUNTIVO      | MODO SUBJUNTIVO      | MODO SUBJUNTIVO           | MODO SUBJUNTIVO           | MODO SUBJUNTIVO           | MODO SUBJUNTIVO         | MODO SUBJUNTIVO         | MODO SUBJUNTIVO         | MODO SUBJUNTIVO | MODO SUBJUNTIVO | MODO SUBJUNTIVO | MODO IMPERATIVO | MODO IMPERATIVO | MODO IMPERATIVO | MODO IMPERATIVO | MODO IMPERATIVO | MODO IMPERATIVO |                 |
| Presente             | Presente             | Presente             | Presente             | Presente             | Presente             | Pretérito imperfecto I    | Pretérito imperfecto I    | Pretérito imperfecto I    | Pretérito imperfecto II | Pretérito imperfecto II | Pretérito imperfecto II | Futuro simple | Futuro simple | Futuro simple | Imperativo positivo | Imperativo positivo | Imperativo positivo | Imperativo positivo | Imperativo positivo | Imperativo positivo |                 |
| I.                   | I.                   | II.                  | II.                  | III.                 | III.                 | I.                        | II.                       | III.                      | I.                      | II.                     | III.                    | I. | II. | III. | I. | I. | II. | II. | III. | III. |                 |
| ‑e                   | ‑e                   | ‑a                   | ‑a                   | ‑a                   | ‑a                   | ‑ara                      | ‑iera                     | ‑iera                     | ‑ase                    | ‑iese                   | ‑iese                   | ‑are | ‑iere | ‑iere | — | — | — | — | — | — |                 |
| ‑es                  | ‑es                  | ‑as                  | ‑as                  | ‑as                  | ‑as                  | ‑aras                     | ‑ieras                    | ‑ieras                    | ‑ases                   | ‑ieses                  | ‑ieses                  | ‑ares | ‑ieres | ‑ieres | ‑a | ‑á | ‑e | ‑é | ‑e | ‑í |                 |
| ‑e                   | ‑e                   | ‑a                   | ‑a                   | ‑a                   | ‑a                   | ‑ara                      | ‑iera                     | ‑iera                     | ‑ase                    | ‑iese                   | ‑iese                   | ‑are | ‑iere | ‑iere | ‑e | ‑e | ‑a | ‑a | ‑a | ‑a |                 |
| ‑emos                | ‑emos                | ‑amos                | ‑amos                | ‑amos                | ‑amos                | ‑áramos                   | ‑iéramos                  | ‑iéramos                  | ‑ásemos                 | ‑iésemos                | ‑iésemos                | ‑áremos | ‑iéremos | ‑iéremos | ‑emos | ‑emos | ‑amos | ‑amos | ‑amos | ‑amos |                 |
| ‑éis                 | ‑éis                 | ‑áis                 | ‑áis                 | ‑áis                 | ‑áis                 | ‑arais                    | ‑ierais                   | ‑ierais                   | ‑aseis                  | ‑ieseis                 | ‑ieseis                 | ‑areis | ‑iereis | ‑iereis | ‑ad | ‑ad | ‑ed | ‑ed | ‑id | ‑id |                 |
| ‑en                  | ‑en                  | ‑an                  | ‑an                  | ‑an                  | ‑an                  | ‑aran                     | ‑ieran                    | ‑ieran                    | ‑asen                   | ‑iesen                  | ‑iesen                  | ‑aren | ‑ieren | ‑ieren | ‑en | ‑en | ‑an | ‑an | ‑an | ‑an |                 |
| FORMAS NO PERSONALES | FORMAS NO PERSONALES | FORMAS NO PERSONALES | FORMAS NO PERSONALES | FORMAS NO PERSONALES | FORMAS NO PERSONALES | FORMAS NO PERSONALES      | FORMAS NO PERSONALES      | FORMAS NO PERSONALES      | FORMAS NO PERSONALES    | FORMAS NO PERSONALES    | FORMAS NO PERSONALES    | * Formas en -astes e -istes están estigmatizadas por las instancias académicas y se usan en todas las variantes dialectales en contextos informales. | * Formas en -astes e -istes están estigmatizadas por las instancias académicas y se usan en todas las variantes dialectales en contextos informales. | * Formas en -astes e -istes están estigmatizadas por las instancias académicas y se usan en todas las variantes dialectales en contextos informales. | * Formas en -astes e -istes están estigmatizadas por las instancias académicas y se usan en todas las variantes dialectales en contextos informales. | * Formas en -astes e -istes están estigmatizadas por las instancias académicas y se usan en todas las variantes dialectales en contextos informales. | * Formas en -astes e -istes están estigmatizadas por las instancias académicas y se usan en todas las variantes dialectales en contextos informales. | * Formas en -astes e -istes están estigmatizadas por las instancias académicas y se usan en todas las variantes dialectales en contextos informales. | * Formas en -astes e -istes están estigmatizadas por las instancias académicas y se usan en todas las variantes dialectales en contextos informales. | * Formas en -astes e -istes están estigmatizadas por las instancias académicas y se usan en todas las variantes dialectales en contextos informales. |                 |
| Infinitivo           | Infinitivo           | Infinitivo           | Infinitivo           | Infinitivo           | Infinitivo           | Participio                | Participio                | Participio                | Gerundio                | Gerundio                | Gerundio                | * Formas en -astes e -istes están estigmatizadas por las instancias académicas y se usan en todas las variantes dialectales en contextos informales. | * Formas en -astes e -istes están estigmatizadas por las instancias académicas y se usan en todas las variantes dialectales en contextos informales. | * Formas en -astes e -istes están estigmatizadas por las instancias académicas y se usan en todas las variantes dialectales en contextos informales. | * Formas en -astes e -istes están estigmatizadas por las instancias académicas y se usan en todas las variantes dialectales en contextos informales. | * Formas en -astes e -istes están estigmatizadas por las instancias académicas y se usan en todas las variantes dialectales en contextos informales. | * Formas en -astes e -istes están estigmatizadas por las instancias académicas y se usan en todas las variantes dialectales en contextos informales. | * Formas en -astes e -istes están estigmatizadas por las instancias académicas y se usan en todas las variantes dialectales en contextos informales. | * Formas en -astes e -istes están estigmatizadas por las instancias académicas y se usan en todas las variantes dialectales en contextos informales. | * Formas en -astes e -istes están estigmatizadas por las instancias académicas y se usan en todas las variantes dialectales en contextos informales. |                 |
| I.                   | I.                   | II.                  | II.                  | III.                 | III.                 | I.                        | II.                       | III.                      | I.                      | II.                     | III.                    | * Formas en -astes e -istes están estigmatizadas por las instancias académicas y se usan en todas las variantes dialectales en contextos informales. | * Formas en -astes e -istes están estigmatizadas por las instancias académicas y se usan en todas las variantes dialectales en contextos informales. | * Formas en -astes e -istes están estigmatizadas por las instancias académicas y se usan en todas las variantes dialectales en contextos informales. | * Formas en -astes e -istes están estigmatizadas por las instancias académicas y se usan en todas las variantes dialectales en contextos informales. | * Formas en -astes e -istes están estigmatizadas por las instancias académicas y se usan en todas las variantes dialectales en contextos informales. | * Formas en -astes e -istes están estigmatizadas por las instancias académicas y se usan en todas las variantes dialectales en contextos informales. | * Formas en -astes e -istes están estigmatizadas por las instancias académicas y se usan en todas las variantes dialectales en contextos informales. | * Formas en -astes e -istes están estigmatizadas por las instancias académicas y se usan en todas las variantes dialectales en contextos informales. | * Formas en -astes e -istes están estigmatizadas por las instancias académicas y se usan en todas las variantes dialectales en contextos informales. |                 |
| ‑ar                  | ‑ar                  | ‑er                  | ‑er                  | ‑ir                  | ‑ir                  | ‑ado/a (-ante)            | ‑ido/a (-iente)           | ‑ido/a (-iente)           | ‑ando                   | ‑iendo                  | ‑iendo                  | * Formas en -astes e -istes están estigmatizadas por las instancias académicas y se usan en todas las variantes dialectales en contextos informales. | * Formas en -astes e -istes están estigmatizadas por las instancias académicas y se usan en todas las variantes dialectales en contextos informales. | * Formas en -astes e -istes están estigmatizadas por las instancias académicas y se usan en todas las variantes dialectales en contextos informales. | * Formas en -astes e -istes están estigmatizadas por las instancias académicas y se usan en todas las variantes dialectales en contextos informales. | * Formas en -astes e -istes están estigmatizadas por las instancias académicas y se usan en todas las variantes dialectales en contextos informales. | * Formas en -astes e -istes están estigmatizadas por las instancias académicas y se usan en todas las variantes dialectales en contextos informales. | * Formas en -astes e -istes están estigmatizadas por las instancias académicas y se usan en todas las variantes dialectales en contextos informales. | * Formas en -astes e -istes están estigmatizadas por las instancias académicas y se usan en todas las variantes dialectales en contextos informales. | * Formas en -astes e -istes están estigmatizadas por las instancias académicas y se usan en todas las variantes dialectales en contextos informales. |                 |

### Conjugarea I (Primera conjugación)
Tomar

### Formas simples
Infinitivo: tomar
Gerundio: tomando
Participio: tomado
Formas compuestas
Infinitivo: haber tomado
Gerundio: habiendo tomado

#### Modul indicativ (Modo indicativo)
Prezentul (Presente): tomo, tomas, toma, tomamos, tomáis, toman
Perfectul compus (Pretérito perfecto compuesto) : he tomado, has tomado, ha tomado, hemos tomado, habéis tomado, han tomado
Imperfectul (Pretérito imperfecto): tomaba, tomabas, tomaba, tomábamos, tomabais, tomaban
Mai mult ca perfectul (Pretérito pluscuamperfecto) : había tomado, habías tomado, había tomado, habíamos tomado, habíais tomado, habían tomado
Perfectul simplu (Pretérito perfecto simple sau Pretérito indefinido): tomé, tomaste, tomó, tomamos, tomasteis, tomaron
Perfectul anterior (Pretérito anterior): hube tomado, hubiste tomado, hubo tomado, hubimos tomado,hubisteis tomado, hubieron tomado
Viitorul (Futuro): tomaré, tamarás, tomará, tomaremos, tomaréis, tomarán
Viitorul anterior (Futuro perfecto) : habré tomado, habrás tomado, habrá tomado, habremos tomado, habréis tomado, habrán tomado,
Condițional (Condicional): tomaría, tomarías, tomaría, tomaríamos, tomaríais, tomarían
Condiționalul perfect (Condicional optativo/ potencial perfecto): habría tomado, habrías tomado, habría tomado, habríamos tomado, habríais tomado, habrían tomado.

#### Modul subjonctiv (Modo subjuntivo)
Prezent: tome, tomes, tome, tomemos, toméis, tomen
Perfectul (Pretérito perfecto): haya tomado, hayas tomado, haya tomado, hayamos tomado,hayáis tomado, hayan tomado
Imperfectul (Pretérito imperfecto): tomara o tomase, tomaras o tomases, tomara o tomase, tomáramos o tomásemos, tomarais o tomaseis, tomaran o tomasen,
Mai mult ca perfectul (Pretérito pluscuamperfecto) : o hubiera o hubiese tomado, hubieras o hubiesetomado, hubiera o hubiese tomado, hubiéramos o hubiésemos, hubierais o hubieseis tomado, hubieran o hubiesen tomado
Viitorul (Futuro): tomare, tomares, tomare,tomaremos,tomareis, tomaren
Viitorul anterior (Futuro perfecto) - hubiere tomado, hubieres tomado, hubiere tomado, hubiéremos tomado, hubiereis tomado, hubieren tomado

#### Modul imperativ (afirmativo)
Toma (tú); Tome (él); Tomemos (nosotros); Tomad (vosotros); Tomen (ellos)

### Conjugarea a II-a (Segunda conjugación)
Verbul Comer
Forma simplă
Infinitiv: comer
Gerunziu: comiendo
Participiu: comido
Forme compuse
Infinitiv: haber comido
Gerunziu: habiendo comido

#### Modul indicativ (Modo indicativo)
Presente: como, comes, come, comemos, coméis, comen
Pretérito perfecto compuesto: he comido, has comido, ha comido, hemos comido,
habéis comido, han comido
Pretérito imperfecto: comía, comías, comía, comíamos, comíais, comían
Pretérito pluscuamperfecto: había comido, habías comido, había comido,
habíamos comido, habíais comido, habían comido
Pretérito perfecto simple: comí, comiste, comió, comimos, comisteis, comieron,
Pretérito anterior: hube comido, hubiste comido, hubo comido, hubimos comido,
hubisteis comido, hubieron comido
Futuro: comeré, comerás, comerá, comeremos, comeréis, comerán
Futuro perfecto: habré comido, habrás comido, habrá comido, habremos comido,
habrán comido,
Condicional: comería, comerías, comería, comeríamos, comeríais, comerían
Condicional perfecto: habría comido, habrías comido, habría comido,
habríamos comido, habríais comido, habrían comido

#### Modul subjonctiv (Modo subjuntivo)
Presente: coma, comas, coma, comamos, comáis, coman
Preterito perfecto: haya comido, hayas comido, haya comido, hayamos comido,
hayáis comido, hayan comido
Pretérito imperfecto: comiera o comiese, comieras o comieses, comiera o comiese,
comiéramos o comiésemos, comierais o comieseis, comieran o comiesen
Pretérito pluscuamperfecto: hubiera o hubiese comido, hubieras o hubieses
comido, hubiera o hubiese comido, hubiéramos o hubiésemos comido, hubierais o
hubieseis comido, hubieran o hubiesen comido
Futuro: comiere, comieres, comiere, comiéremos, comiereis, comieren
Futuro perfecto: hubiere comido, hubieres comido, hubiere comido, hubiéremos
comido, hubiereis comido, hubieren comido

#### Modul imperativ (afirmativo)
Come (tú); Coma (él); Comamos (nosotros); Comed (vosotros); Coman (ellos)

### Conjugarea a III-a (Tercera conjugación)
Verbul partir
Forme simple
Infinitiv: partir
Gerunziu: partiendo
Participiu: partido
Forme compuse
Infinitiv: haber partido
Gerunziu: habiendo partido

#### Modul indicativ (Modo indicativo)
Presente: parto, partes, parte, partimos, partís, parten
Pretérito perfecto compuesto: he partido, has partido, ha partido, hemos partido, habéis partido, han partido
Preterito imperfecto: partía, partías, partía, partíamos, partíais, partían
Pretérito pluscuamperfecto: había partido, habías partido, había partido, habíamos partido, habíais partido, habían partido
Pretérito perfecto simple: partí, partiste, partió, partimos, partisteis, partieron
Pretérito anterior: hube partido, hubiste partido, hubo partido, hubimos partido, hubisteis partido, hubieron partido
Futuro: partiré, partirás, partirá, partiremos, partiréis, partirán
Futuro perfecto: habré partido, habrás partido, habrá partido, habremos partido, habréis partido, habrán partido
Condicional: partiría, partirías, partiría, partiríamos, partiríais, partirían
Condicional perfecto: habría partido, habrías partido, habría partido, habríamos
partido, habríais partido, habrían partido

## Mod subjonctiv (Modo subjuntivo)
Presente: parta, partas, parta, partamos, partáis, partan
Preterito perfecto: haya partido, hayas partido, haya partido, hayamos partido,
hayáis partido, hayan partido
Pretérito imperfecto: partiera o partiese, partieras o partieses, partiera o partiese, partiéramos o partiésemos, partierais o partieseis, partieran o partiesen
Pretérito pluscuamperfecto: hubiera o hubiese partido, hubieras o hubieses partido, hubiera o hubiese partido, hubiéramos o hubiésemos partido, hubierais o hubieseis partido, hubieran o hubiesen partido
Futuro: partiere, partieres, partiere, partiéremos, partiereis, partieren,
Futuro perfecto: hubiere partido, hubieres partido, hubiere partido, hubiéremos
partido, hubiereis partido, hubieren partido

## Mod imperativ, afirmativ (Modo imperativo afirmativo)
Parte (tú); Parta (él); Partamos (nosotros); Partid (vosotros); Partan (ellos)
Conjugarea verbului ”invitar” la diateza pasivă (Conjugación del verbo comer en la
voz pasiva)

### Forma simplă
Infinitiv: ser invitado
Gerund: siendo invitado

### Forma compusă
Infinitiv: haber sido invitado
Gerund: habiendo sido invitado

## Mod indicativ
Prezent: Soy invitado, Eres invitado, Es invitado, Somos invitados, Sois
invitados, Son invitados
Preterit perfect compus: He sido invitado, Has sido invitado, Ha sido invitado,
Hemos sido invitados, Habéis sido invitados, Han sido invitados
Preterit imperfect: Era invitado, Eras invitado, Era invitado, Éramos invitados,
Erais invitados, Eran invitados
Preterit perfect compus: Había sido invitado, Habías sido invitado, Había
sido invitado, Habíamos sido invitados, Habíais sido invitados, Habían sido invitados
Preterit perfect simplu: Fui invitado, Fuiste invitado, Fue invitado, Fuimos
invitados, Fuisteis invitados, Fueron invitados
Preterit anterior: Hube sido invitado, Hubiste sido invitado, Hubo sido invitad,
Hubimos sido invitados, Hubisteis sido invitados, Hubieron sido invitados
Viitor simplu: Seré invitado, Serás invitado, Será invitado, Seremos invitados, Seréis
invitados, Serán invitados
Viitor perfect: Habré sido invitado, Habrás sido invitado, Habrá sido invitado,
Habremos sido invitados, Habréis sido invitados, Habrán sido invitados
Condițional: Sería invitado, Serías invitado, Sería invitado, Seríamos invitados,
Seríais invitados, Serían invitados
Condițional perfect:Habría sido invitado Habrías sido invitado, Habría sido invitado, Habríamos sido invitados, Habríais sido invitados, Habrían sido invitados

## Mod subjonctiv (Modo subjuntivo)
Presente: Sea invitado, Seas invitado, Sea invitado, Seamos invitados, Seáis
invitados, Sean invitados
Pretérito perfecto: Haya sido invitado, Hayas sido invitado, Haya sido invitado,
Hayamos sido invitados, Hayáis sido invitados, Hayan sido invitados
Pretérito imperfecto: Fuera o fuese invitado, Fueras o fueses invitado, Fuera o
fuese invitado, Fuéremos o fuésemos invitados, Fuerais o fueseis invitados, Fueran o
fuesen invitados
Pretérito pluscuamperfecto: Hubiera o hubiese sido invitado, Hubieras o hubieses
sido invitado, Hubiera o hubiese sido invitado, Hubiéramos o hubiésemos sido invitados,
Hubierais o hubieseis sido invitados, Hubieran o hubiesen sido invitados
Futuro: Fuere invitado, Fueres invitado, Fuere invitado, Fuéremos invitados,
Fuereis invitados, Fueren invitados
Futuro perfecto: Hubiere sido invitado, Hubieres sido invitado, Hubiere sido
invitado, Hubiéremos sido invitados, Hubiereis sido invitados, Hubieren sido invitados

## Mod imperativ (Modo imperativo)
Sé tú invitado; Sea él invitado; Seamos nosotros invitados; Sed vosotros invitados; Sean ellos invitados
Conjugarea verbelor neregulate (Conjugación de los verbos irregulares)
Un verb se consideră neregulat atunci când se produce o schimbare de sunete în temă, în terminație sau în ambele: encontrar-encuentro, pedir-pido; estarestoy,decir-dije.
Modificările de ordin ortografic și nu fonetic nu se consideră neregularități propriu-zise.

Astfel de modificări ortografice, la verbele regulate, le întâlnim, mai ales, la cele terminate în -car,-gar, -zar, -cer, -cir, -ger, -gir, -eer, -oer, -guir, etc.: tocar – toqué, cargar – cargué, vencer - venzo, creer - creyó, comenzar – comencé.
Un verb neregulat la prezentul indicativ, persoanele de la singular și a III-a plural va avea aceeași neregularitate la prezentul conjunctiv (în general, la aceleași persoane (unele excepții: pedir, seguir care au neregularități și la celelalte persoane: pida; pidamos, pidáis; siga; sigamos, sigáis; la imperativ (pers. a II-a sing. și formele împrumutate de la conjunctiv): pensar - pienso – piense- piensen, etc.
Când un verb este neregulat numai la persoana I a prezentului indicativ va fi neregulat la toate persoanele prezentului conjunctiv și la imperativ (la formele împrumutate de la conjunctiv): conocer - conozco → conozca, conozcas, etc. 
Verbele compuse primesc de regulă, neregularitățile formelor simple de la care derivă: tener - tengo, mantener - mantengo.
Un verb neregulat la perfectul simplu este neregulat atât la la conjunctivul imperfect, la conjunctivul viitor: decir - dije → dijera – dijere, cât și la persoanele I și a II-a plural ale prezentului conjunctivului, la participiul prezent (dacă verbul are un participiu prezent, care, de cele mai multe ori are valoare de adjectiv sau de substantiv: servir – sirviente) și la gerunziu: dormir - durmió, durmieron/ durmiera, durmiese/
durmiere/ durmamos, durmáis/durmiente/durmiendo.
Un verb neregulat la viitorul indicativ este neregulat și la prezentul condițional: salir - saldré → saldría.
În limba spaniolă, există numai trei verbe neregulate la imperfectul indicativului (ser - era ‚ ver - veía, ir - iba).
Prezența accentului este considerată neregularitate: estás, está, esté, estés, etc.
Verbe neregulate la prezent, perfectul simplu și la viitor (Verbos irregulares en presente, pretérito perfecto simple y futuro).
Dar (a da)
Presente de indicativo: Doy, das, da, damos, dais, dan

Pretérito perfecto simple: Di, diste, dio, dimos, disteis, dieron

Pretérito imperfecto de subjuntivo: Diera sau diese, dieras sau dieses, diera sau diese, diéramos sau diésemos, dierais sau dieseis, dieran sau diesen

Futuro de subjuntivo: Diere, dieres, diere, diéremos, diereis, dieren
Decir (a spune)
Gerundio: Diciendo

Participio: Dicho

Presente de indicativo: Digo, dices, dice, decimos, decís, dicen

Pretérito perfecto simple: Dije, dijiste, dijo, dijimos, dijisteis, dijeron

Pretérito perfecto compuesto: He dicho, has dicho,….

Futuro de indicativo: Diré, dirás, dirá, diremos, diréis, dirán

Condicional: Diría, dirías, diría, diríamos, diríais, dirían

Presente de subjuntivo: Diga, digas, diga, digamos, digáis, digan

Pretérito imperfecto de subjuntivo: Dijera sau dijese, dijeras sau dijeses, dijera sau dijese, dijéramos sau dijésemos, dijerais sau dijeseis, dijeran sau dijesen

Futuro de subjuntivo: Dijere, dijeres, dijere, dijéremos, dijereis, dijeren

Imperativo: Di, diga, digamos, digan
Estar (a fi)
Presente de indicativo: Estoy, estás, está, …están

Pretérito perfecto simple: E stuve, estuviste, estuvo, estuvimos, estuvisteis, estuvieron

Presente de subjuntivo: Esté, estés, esté, …estén

Pretérito impertecto de subjuntivo: Estuviera sau estuviese, estuvieras sau estuvieses, estuviera sau estuviese, estuviéramos sau estuviésemos, estuvierais sau estuvieseis, estuvieran sau estuviesen

Futuro de subjuntivo: Estuviere, estuvieres, estuviere, estuviéremos, estuviereis, estuvieren 

Imperativo: está, esté,… estén
Hacer
Participio: Hecho

Presente de indicativo: Hago (haces, hace, hacemos, hacéis, hacen)

Pretérito perfecto simple: Hice, hiciste, hizo, hicimos, hicisteis, hicieron

Pretérito perfecto compuesto: He hecho, has hecho, …

Futuro de indicativo:Haré, harás, hará, haremos, haréis, harán

Condicional: Haría, harías, haría, haríamos, haríais, harían

Presente de subjuntivo: Haga, hagas, haga, hagamos, hagáis, hagan

Pretérito imperfecto de subjuntivo: Hiciera sau hiciese, hicieras sau hicieses, hiciera sau hiciese, hiciéramos sau hiciésemos, hicierais sau hicieseis, hicieran sau hiciesen 

Futuro de subjuntivo: Hiciere, hicieres, hiciere, hiciéremos, hiciereis, hicieren

Imperativo: Haz, haga, hagamos, hagan
Ir
Gerundio: Yendo

Participio: Ido

Presente de indicativo: Voy, vas, va, vamos, vais, van

Pretérito imperfecto de indicativo: Iba, ibas, iba, íbamos, ibais, iban

Pretérito perfecto simple: Fui, fuiste, fue, fuimos, fuisteis, fueron

Pretérito perfecto compuesto:He ido, has ido,…..

Presente de subjuntivo:Vaya, vayas, vava, vayamos, vayáis, vayan

Pretérito imperfecto de subjuntivo: Fuera sau fuese, fueras sau fueses, fuera sau fuese, fuéramos sau fuésemos, fuerais sau fueseis, fueran sau fuesen

Futuro de subjuntivo: Fuere, fueres, fuere, fuéremos, fuereis, fueren

Imperativo: Ve, vaya, vayamos, id, vayan
Poder
Gerundio: Pudiendo

Presente de indicativo: Puedo, puedes, puede, …pueden

Pretérito perfecto simple :Pude, pudiste, pudo, pudimos, pudisteis, pudieron

Futuro de indicativo: Podré, podrás, podrá, podremos, podréis, podrán

Condicional: Podría, podrías, podría, podríamos, podríais, podrían

Presente de subjuntivo: Pueda, puedas, pueda, …puedan

Pretérito impefecto de subjuntivo: Pudiera sau pudiese, pudieras sau pudieses, pudiera sau pudiese, pudiéramos sau pudiésemos, pudierais sau pudieseis, pudieran sau pudiesen

Futuro de subjuntivo: Pudiere, pudieres, pudiere, pudiéremos, pudiereis, pudieren

Imperativo: Puede, pueda, …puedan
Poner
Participio: Puesto

Presente de indicativo: Pongo (pones, pone, ponemos, ponéis, ponen)

Pretérito perfecto simple: Puse, pusiste, puso, pusimos, pusisteis, pusieron

Pretérito perfecto compuesto: He puesto, has puesto…

Futuro de indicativo: Pondré, pondrás, pondrá, pondremos, pondréis, pondrán

Condicional: Pondría, pondrías, pondría, pondríamos, pondríais, pondrían

Presente de subjuntivo: Ponga, pongas, ponga, pongamos, pongáis, pongan

Pretérito imperfecto de subjuntivo: Pusiera sau pusiese, pusieras sau pusieses, pusiera sau pusiese, pusiéramos sau pusiésemos, pusierais sau pusieseis, pusieran sau pusiesen

Futuro de subjuntivo: Pusiere, pusieres, pusiere, pusiéremos, pusiereis, pusieren

Imperativo: Pon, ponga, pongamos, poned, pongan
Querer (a iubi)
Presente de indicativo: Quiero, quieres, quiere, … quieren

Pretérito perfecto simple: Quise, quisiste, quiso, quisimos, quisisteis, quisieron

Futuro de indicativo: Querré, querrás, querrá, querremos, querréis, querrán

Condicional: Querría, querrías, querría, querríamos, querríais,querrían

Presente de subjuntivo: Quiera, quieras, quiera, … quieran

Pretérito imperfecto de subjuntivo: Quisiera sau quisiese, quisieras sau quisieses,

quisiera sau quisiese, quisiéramos sau quisiésemos, quisierais sau quisieseis, quisieran

sau quisiesen

Futuro de subjuntivo: Quisiere, quisieres, quisiere, quisiéremos, quisiereis, quisieren

Imperativo: quiera, quieran
Saber (a ști)
Presente de indicativo: Sé (sabes, sabe, sabemos, sabéis, saben)

Pretérito perfecto simple: Supe, supiste, supo, supimos, supisteis, supieron

Futuro de indicativo: Sabré, sabrás, sabrá, sabremos, sabréis, sabrán

Condicional: Sabría, sabrías, sabría, sabríamos, sabríais, sabrían

Presente de subjuntivo: Sepa, sepas, sepa, sepamos, sepáis, sepan

Pretérito imperfecto de subjuntivo: Supiera sau supiese, supieras sau supieses, supiera sau supiese, supiéramos sau supiésemos, supierais sau supieseis, supieran sau supiesen

Futuro de subjuntivo: Supiere, supieres, supiere, supiéremos, supiereis, supieren

Imperativo: Sepa, sepamos, sabed, sepan
Tener (a ține)
Presente de indicativo: Tengo, tienes, tiene, … tienen

Pretérito perfecto simple: Tuve, tuviste, tuvo, tuvimos, tuvisteis, tuvieron

Futuro de indicativo: Tendré, tendrás, tendrá, tendremos, tendréis, tendrán

Condicional: Tendría, tendrías, tendría, tendríamos, tendríais,tendrían

Presente de subjuntivo: tenga, tengas, tenga, tengamos, tengáis, tengan

Pretérito imperfecto de subjuntivo: Tuviera sau tuviese, tuvieras sau tuvieses, tuviera sau tuviese, tuviéramos sau tuviésemos, tuvierais sau tuvieseis, tuvieran sau tuviesen

Futuro de subjuntivo: Tuviere, tuvieres, tuviere, tuviéremos, tuviereis, tuvieren

Imperativo: Ten, tenga, tengamos, tened, tengan
Venir (a veni)
Gerundio: Viniendo

Presente de indicativo: Vengo, vienes, viene, … vienen

Pretérito perfecto simple: Vine, viniste, vino, vinimos, vinisteis, vinieron

Futuro de indicativo: Vendré, vendrás, vendrá, vendremos, vendréis, vendrán

Condicoinal: Vendría, vendrías, vendría, vendríamos, vendríais,vendrían

Presente de subjuntivo: Venga, vengas, venga, vengamos, vengáis, vengan

Pretérito imperfecto de subjuntivo: Viniera sau viniese, vinieras sau vinieses, viniera sau viniese, viniéramos sau viniésemos, vinierais sau vinieseis, vinieran sau viniesen

Futuro de subjuntivo: Viniere, vinieres, viniere, viniéremos, viniereis, vinieren

Imperativo: Ven, venga, vengamos, venid, vengan
Întrebuințări ale verbului ser (Algunos usos del verbo ser)
1. Funcția sintactică principală a verbului ser este aceea de copulă. Leagă numele
predicativ de subiect.

Numele predicativ poate fi exprimat printr-un substantiv, adjectiv, pronume,
numeral, infinitiv, adverb, o propoziție etc.: 
Mi tío es profesor. 
Soy de Bucarest.
 Pedro es
alto.
 María es joven.
 Este libro es mío.
 Somos tres.
 Soy el primero de la clase.
 Querer es poder.
 Tu amigo es así. 
Él es quien grita. 
Lo que te ruego es que no salgas tan pronto.
Adjectivele construite cu ser exprimă calități esențiale, primordia1e uneori indiferent de durata lor (adjective care denotă materia, profesiunea, culoarea, dimensiunea, forma etc.): Eres/ moreno/ alto/ generoso/obrero.

Adjectivele următoare admit, de obicei, construcția cu ser: feliz - infeliz; dichoso -desdichado; venturoso - desventurado; desgraciado, cierto, indudable, notorio, evidente, posible - imposible; probable - improbable; preciso, necesario: Somos felices, dichosos infelice desdichados, cierto, posible

Es probable, necesario

2. Verbul ser împreună cu participiul altui verb formează diateza pasivă: 
Mi padre fue festejado por sus amigos.

3. În unele contexte, verbul ser își pierde valoarea de copulativ. Devine verb intranzitiv cu sensul de a exista, a se întâmpla, a servi, a avea loc, a conveni: 
La semana próxima será la fiesta.
Él no es para esto (...no sirve para...).
Este cuadro no es para él (…no conviene para él).
La función fue en una sala (…tuvo lugar...).
4. Cu verbul ser se formează unele locuțiuni idiomatice; 
es verdad - este adevărat;
es lástima - este păcat;
es lo mismo - este același lucru;
es decir (esto es)- adică;
sea o no sea - în orice caz;
sea que sea (fuere) - orice s-ar întâmpla etc.
5. Construcțiile ser de + infinitivo, ser menos au corespondent în limba română formulele “a merita osteneala”, “a trebui” și “a nu fi mai prejos:

En él es de admirar lo jefe (La el merită osteneala să fie admirate calitățile sale de șef).
Tú me has ayudado mucho, y por eso no quiero ser menos (Tu m-ai ajutat mult și de aceea nu vreau să fiu mai prejos).
Întrebuințări ale verbului estar (Algunos usos del verbo estar)
1. Estar, la fel cu ser, îndeplinește în majoritatea cazurilor funcția de verb
copulativ: 
La leche está fría.
El café está dulce.
El vaso está lleno de agua.
La manzana está madura.
Adjectivele calificative (sau participiale) atunci când se construiesc cu verbu1 estar atribuie subiectului o calitate sau o stare valabilă pentru momentul indicat de acest verb. Starea sau calitatea respectivă sunt gândite de vorbitor ca rezultatul unei schimbări, unei transformări sau al unui proces și nu ca inerente sau caracteristice obiectului respectiv. 

A se compara:

El café es amargo (Cafeaua este amară - calitate inerentă).
El café está dulce (Această cafea este dulce - calitate dobândită).
Alte exemple: 
La sopa es buena - La sopa está buena.
Soy joven – Estoy joven (para mi edad).
Același adjectiv poate exprima o calitate esențială sau o stare, un aspect, după cum este construit cu ser sau cu estar:

- Esta hoja es verde (Această frunză este verde)
- Esta manzana está verde (Acest măr este verde, adică nu este copt).
- Este hombre está loco (Acest om și-a pierdut cumpătul sau o face pe nebunul).
- Este hombre es sordo (acest om este surd)
- Este hombre está sordo (Acest om a asurzit sau o face pe surdul).
- Este hombre es nervioso (Acest om este nervos)
- Este hombre está nervioso (Acest om este enervat).
Unele adjective își schimbă sensul după cum sunt construite cu ser sau cu estar:

estar bueno – a fi sănătos
ser bueno - a fi bun (la caracter) estar malo - a se simți rău, a fi bolnav
ser malo - a fi rău (la caracter) estar grave - a fi grav bolnav
ser grave - a fi grav,auster,serios estar vivo - a trăi, a fi în viață
ser vivo - a fi iute la minte, inteligent estar listo - a fi pregătit, a fi gata
ser listo - a fi inteligent, a fi ascuțit la minte
estar fresco (în sens ironic) -a fi într-o
ser fresco (în sens figurat) - a fi cinic situație grea, a fi la strâmtoare
Câteva adjective care se construiesc de regulă, cu verbul estar și nu cu ser contento - descontento; satisfecho - insatisfecho; vacío, lleno, maduro, intacto, roto.
În unele secvențe, verbul estar este urmat de anumite prepoziții ca: a, de, para, por, etc.:. 
(Această carte costă o sută de pesete). 

Estoy de viaje (Sunt în voiaj).
Estoy para salir (Sunt gata de plecare) deci: estar para + infinitivo)
Estoy por mandarte a casa de tu abuelo (Sunt înclinat (dispus) să te trimit la bunicul tău).
Este hombre está por ti (Acest om te preferă pe tine).
Estoy por tomar café con leche (Prefer cafea cu lapte).
No estoy para bromas (Nu-mi arde de glumă).
El cuarto está por barrer (Camera este nemăturată, urmează să fie măturată).
2. Estar poate avea, în unele contexte, valoare de verb predicativ și de verb auxiliar.

Estar poate forma singur predicatul verbal atunci când are înțelesul de a sta, a se afla, a se găsi, atât sub aspect local, cât și sub aspect temporal: 
Pedro está en la oficina.
El cuadro está en la pared.
Estamos a veinte de octubre.
Estamos en invierno.
Ca auxiliar, estar cu participiul unui verb formează o construcție pasivă: 

El proyecto estará realizado a fin de este mes (Proiectul este realizat la sfârșitul acestei luni).
La casa está construida (casa este deja construită).
La ventana está abierta.
La puerta está cerrada.
Formula estar+participio ne arată că acțiunea verbului la participiu este deja terminată în momentul indicat de timpul la care se află auxiliarul estar. Prin aceasta diferă de construcția ser +participiu care ne semnalează că acțiunea participiului are loc în momentul indicat de timpul la care se referă ser: 

La casa es construida (Casa este construită, adică se construiește încă).
Deci unei secvențe ca: 
La casa está construida îi corespunde: La casa ha sido construida. La casa estaba construida - La casa había sido construida.

## Perifraze verbale (Perífrasis verbales)
În limba spaniolă, perifrazele verbale sunt formate dintr-un verb auxiliar sau folosit ca auxiliar și un verb la un mod nepersonal, nepredicativ, adică la infinitiv, gerunziu sau participiu.
Ele sunt sintagme fixe care afectează toate formele conjugării. Sunt folosite cu mare frecvență, întrucât exprimă diverse nuanțe semantice pe care verbul la modul nepersonal care intră în componența lor nu le-ar putea reda. A se compara “escribo” (scriu) cu “tengo que escribir” (trebuie să scriu).

Între auxiliar și verbul la modul nepredicativ (numai infinitivul) se interpun, în unele perifraze, prepozițiile a, de sau conjuncția que (mai rar).

Formele verbului auxiliar ne indică persoana, timpul, modul și numărul.

În general, în perifrazele verbale, forma nepersonală a verbului nu poate fi substituită printr-o formă echivalentă fără să afecteze sensul.

Nu orice combinație de acest fel poate fi numită perifrază verbală.

De exemplu “Voy a trabajar” poate să însemneze, în funcție de context și de situația concretă, “merg să lucrez” sau “voi lucra” (perifrază verbală).
Putem deosebi mai multe grupuri de perifraze verbale, în funcție de criteriul pe care-l adoptăm. Astfel, dacă avem în vedere forma nepersonală a verbului, putem împărți aceste construcții în perifraze cu infinitivul, perifraze cu gerunziul și perifraze cu participiul: 

Echó a reírse (A început să râdă).
Sigue trabajando (Continuă să lucreze).
Llevo andados cinco kilómetros (Am parcurs cinci kilometri).
Dacă le împărțim după modalitatea subiectivă pe care o implică putem deosebi perifraze cu caracter obligativ, perifraze care exprimă o posibilitate, probabilitate, perifraze cu caracter intențional etc.: 

Tengo que leer (trebuie să citesc).
María debe ir de compras (Probabil că Maria merge după cumparături
-Maria o fi mergând după cumpărături).
Carmen va a estudíar más (Carmen va studia mai mult).
Clasificarea perifrazelor verbale, ținând seama de modul nepersonal care ia parte la formarea lor, nu este pur formală. Astfel perifrazele formate cu infinitivul dau acțiunii verbale o orientare spre viitor,față de timpul la care se află verbul auxiliar, cele cu gerunziul exprimă o acțiune în desfășurare, iar cele cu participiul plasează acțiunea în trecut și au sens perfectiv.
Perifraze verbale formate cu Verbo auxiliar + infinitivo.

Sensul general al acestor perifraze constă în aceea că acțiunea este îndreptată spre viitor.

Cele mai multe perifraze de acest tip sunt formate dintr-un verb de mișcare, ca auxiliar, urmat de prepozițiile a sau de și de infinitiv.

Ir a + infinitivo semnifică o acțiune care începe să se realizeze fie în intenția celui care vorbește, fie în realitatea obiectivă. 

Are un caracter incoativ: Hoy va a llover (Astăzi va ploua). 

Voy a escribir una carta.
Această perifrază este folosită, de regulă, la prezentul indicativ și conjunctiv și la imperfectul celor două moduri.

Folosită, de exemplu, la viitor, verbul ir își recapătă sensul său lexical: Iré a comer
al restaurante (Voi merge să mănânc la restaurant).

Echar a + infinitivo exprimă începutul unei acțiuni: 
Echó a andar (A început să umble).
Echó a reírse (A început să râdă).
Cu aceeași valoare incoativă poate fi folosită și sintagma ponerse a + infinitivo: 
Se puso a escribir (A început să scrie).
Venir a + infinitivo exprimă o acțiune care se termină cu aproximație: Siempre
veníamos a ponernos de acuerdo.

Cu timpurile perfective, acțiunea este considerată realizată: Hemos venido a
ponernos de acuerdo (Am căzut de acord).

În acest ultim caz, putem folosi în locul lui venir verbul llegar. 
Hemos llegado a ponernos de acuer
Acabar de + infinitivo are sens perfectiv. Exprimă o acțiune care s-a terminat recent
(în raport cu timpul la care se află verbul auxiliar): 

Acabo de comer (Tocmai am terminat de mâncat).
Acabábamos de comer (Tocmai terminam de mâncat).
Această perifrază se folosește, în special, în propoziții afirmative. Forma negativă a acestei perifraze nu are, de multe ori sens negativ; 

No acaba de trabajar (Nu termină de lucrat - lucrează mereu).
Nu se recomandă să fie folosită cu verbul auxiliar la timpul viitor decât numai atunci când prin acest viitor voim să exprimăm o acțiune probabilă în prezent: 
Pedro acabará de Ilegar ahora mismo (Este probabil ca Petre să sosească chiar acum).

Volver a + infinitivo exprimă repetarea unei acțiuni. Deci are caracter iterativ:

Vuelvo a leer esta novela (Recitesc acest roman).
Un grup de perifraze cu infinitivul exprimă ideea generală de obligație:
Haber de + infinitivo exprimă o obligație atenuată, uneori o intenție de a face ceva: 
He de estudiar (Trebuie să studiez. Am de gând să studiez...).
Tener que + infinitivo semnifică o obligație mai intensă, uneori impusă din afară:
Tengo que escribir el deber de casa (Trebuie să scriu tema pentru acasă).
Haber que + infinitivul este o perifrază obligativă impersonală: 
Hay que trabajar (Trebuie să lucrăm... să se lucreze).
Perifraza verbală deber de + infinitivo denotă o presupunere, o bănuială în sens de presupunere: 

Jorge debió de asistir a aquella fiesta (Gheorghe trebuie să fi fost la serbarea aceea).
Perifraze verbale formate cu Verbo auxiliar + gerundio

Perifrazele formate cu gerunziul implică o acțiune în desfășurare, un proces de durată, de repetare.
Estar + gerundio arată că acțiunea este în curs de desíășurare în momentul indicat de timpul verbului auxiliar: 
Estaba leyendo en su cuarto.
În cazul verbelor cu valoarea momentană (abrir, cerrar, saltar etc.) această perifrază exprimă repetarea acțiunii: 

el muchacho estaba saltando el arroyo (Băiatul sărea peste pârâu - acțiune repetată).
În același enunț, verbul estar poate fi subînțeles și deci nu e cazul să fie repetat, dacă a fost exprimat mai înainte: 

Estaba el niño jugando en el patio y dando gritos (Copilul se juca în curte scoțând strigăte).
Ir + gerundio. Această perifrază o folosim pentru a sublinia caracterul progresiv al
unei acțiuni sau pentru a exprima succesiunea unor acțiuni identice. Pentru redarea acestor
nuanțe, limba română poate folosi expresii ca: “încetul cu încetul”, “în mod progresiv”, “unul
după altul” etc.: Los árboles se van deshojando (Copacii se desfrunzesc - în mod progresiv).
El obrero iba llenando los sacos (Muncitorul umplea sacii - unul după altul).
Andar + gerundio arată că cel ce execută acțiunea se deplasează pentru a o realiza sau
că o orientează spre obiecte diferite: 
Pedro andaba buscando sus libros (Petre își căuta cărțile - ici și colo, într-o parte și în alta).
Pedro andaba contando que... (Petre povestea că - adică povestea la unul și la a1tul).
Venir + gerundio arată că acțiunea este progresivă. Spre deosebire de ir + gerundio, acțiunea exprimată de perifrază venir + gerundio este orientată din trecut spre prezent, ne arată de când durează o acțiune: Desde hace muchos años ::Pedro venía acariciando vanas esperanzas (De mulți ani Petre nutrea speranțe zadarnice).
Perifraze verbale formate cu Verbo auxiliar + participio

Perifrazele verbale formate cu participiul au caracter perfectiv. Verbele care intră, ca auxiliare, în aceste perifraze sunt tener, estar, ser, llevar și uneori, dejar, quedar, traer.
Una din caracteristicile acestor perifraze este că participiul se acordă în gen și număr cu complementul sau cu subiectul la care se referă.

Construcția tener + participio se poate folosi numai dacă verbul la participiu este tranzitiv sau folosit cu această accepțiune:

Tengo leídas muchas novelas (Am citit multe romane).
Tengo comidas dos manzanas (Am mâncat două mere).
Dar n-ar fi corect un enunț
cu acesta: 
Tengo comido con gusto.
Dejar + participio implică faptul că agentul este absent: 
En su testamento dejó mandado que ... (În testamentul său a dispus ca...)
Dejó arruinada a su familia (Și-a lăsat familia ruinată).
Quedar + participio se substituie verbului estar + participio pentru a exprima sub formă pasivă nuanțele exprimate de tener + participio și dejar + participio. 
Queda arruinada su familia (Familia îi rămâne ruinată, familia lui este ruinată).
Llevar + participio ne arată ceea ce s-a realizat dintr-o acțiune începută și
neterminată: Llevo andados unos cinco kilómetros (Am parcurs deja cinci kilometri).